# Llista d'asteroides (343001-344000)
Llista d'asteroides del 343.001 al 344.000, amb data de descoberta i descobridor. És un fragment de la llista d'asteroides completa. Als asteroides se'ls dona un número quan es confirma la seva òrbita, per tant apareixen llistats aproximadament segons la data de descobriment.

## 343001-343100
| Nom    | Designació provisional | Data de descobriment | Lloc de descobriment | Descobridor/s          |
| ------ | ---------------------- | -------------------- | -------------------- | ---------------------- |
| 343001 | 2009 BH75              | 21 de gener de 2009  | Bergisch Gladbac     | W. Bickel              |
| 343002 | 2009 BL76              | 26 de gener de 2009  | Purple Mountain      | PMO NEO Survey Program |
| 343003 | 2009 BB78              | 29 de gener de 2009  | Kachina              | J. Hobart              |
| 343004 | 2009 BD78              | 29 de gener de 2009  | Dauban               | F. Kugel               |
| 343005 | 2009 BB81              | 30 de gener de 2009  | Taunus               | S. Karge, R. Kling     |
| 343006 | 2009 BO83              | 21 d'octubre de 2001 | Kitt Peak            | Spacewatch             |
| 343007 | 2009 BW84              | 25 de gener de 2009  | Kitt Peak            | Spacewatch             |
| 343008 | 2009 BV86              | 25 de gener de 2009  | Kitt Peak            | Spacewatch             |
| 343009 | 2009 BL89              | 25 de gener de 2009  | Kitt Peak            | Spacewatch             |
| 343010 | 2009 BO89              | 25 de gener de 2009  | Kitt Peak            | Spacewatch             |
| 343011 | 2009 BR90              | 25 de gener de 2009  | Kitt Peak            | Spacewatch             |
| 343012 | 2009 BU91              | 25 de gener de 2009  | Kitt Peak            | Spacewatch             |
| 343013 | 2009 BM92              | 25 de gener de 2009  | Kitt Peak            | Spacewatch             |
| 343014 | 2009 BV92              | 25 de gener de 2009  | Kitt Peak            | Spacewatch             |
| 343015 | 2009 BU93              | 25 de gener de 2009  | Kitt Peak            | Spacewatch             |
| 343016 | 2009 BZ94              | 15 de gener de 2009  | Kitt Peak            | Spacewatch             |
| 343017 | 2009 BF95              | 26 de gener de 2009  | Mount Lemmon         | Mt. Lemmon Survey      |
| 343018 | 2009 BB97              | 25 de gener de 2009  | Catalina             | CSS                    |
| 343019 | 2009 BE100             | 29 de gener de 2009  | Kitt Peak            | Spacewatch             |
| 343020 | 2009 BH100             | 29 de gener de 2009  | Kitt Peak            | Spacewatch             |
| 343021 | 2009 BL108             | 29 de gener de 2009  | Mount Lemmon         | Mt. Lemmon Survey      |
| 343022 | 2009 BC114             | 26 de gener de 2009  | Mount Lemmon         | Mt. Lemmon Survey      |
| 343023 | 2009 BG115             | 28 de gener de 2009  | Catalina             | CSS                    |
| 343024 | 2009 BY115             | 29 de gener de 2009  | Kitt Peak            | Spacewatch             |
| 343025 | 2009 BN120             | 31 de gener de 2009  | Kitt Peak            | Spacewatch             |
| 343026 | 2009 BV122             | 31 de gener de 2009  | Kitt Peak            | Spacewatch             |
| 343027 | 2009 BE126             | 29 de gener de 2009  | Kitt Peak            | Spacewatch             |
| 343028 | 2009 BJ128             | 29 de gener de 2009  | Mount Lemmon         | Mt. Lemmon Survey      |
| 343029 | 2009 BZ128             | 29 de gener de 2009  | Mount Lemmon         | Mt. Lemmon Survey      |
| 343030 | 2009 BH132             | 30 de gener de 2009  | Mount Lemmon         | Mt. Lemmon Survey      |
| 343031 | 2009 BC135             | 29 de gener de 2009  | Kitt Peak            | Spacewatch             |
| 343032 | 2009 BG135             | 29 de gener de 2009  | Kitt Peak            | Spacewatch             |
| 343033 | 2009 BM136             | 29 de gener de 2009  | Kitt Peak            | Spacewatch             |
| 343034 | 2009 BP139             | 29 de gener de 2009  | Kitt Peak            | Spacewatch             |
| 343035 | 2009 BK140             | 29 de gener de 2009  | Kitt Peak            | Spacewatch             |
| 343036 | 2009 BZ140             | 30 de gener de 2009  | Kitt Peak            | Spacewatch             |
| 343037 | 2009 BF141             | 30 de gener de 2009  | Kitt Peak            | Spacewatch             |
| 343038 | 2009 BE142             | 30 de gener de 2009  | Kitt Peak            | Spacewatch             |
| 343039 | 2009 BQ146             | 30 de gener de 2009  | Mount Lemmon         | Mt. Lemmon Survey      |
| 343040 | 2009 BC148             | 30 de gener de 2009  | Mount Lemmon         | Mt. Lemmon Survey      |
| 343041 | 2009 BK153             | 31 de gener de 2009  | Kitt Peak            | Spacewatch             |
| 343042 | 2009 BO156             | 31 d'octubre de 2007 | Kitt Peak            | Spacewatch             |
| 343043 | 2009 BT157             | 31 de gener de 2009  | Kitt Peak            | Spacewatch             |
| 343044 | 2009 BB158             | 31 de gener de 2009  | Kitt Peak            | Spacewatch             |
| 343045 | 2009 BV160             | 31 de gener de 2009  | Mount Lemmon         | Mt. Lemmon Survey      |
| 343046 | 2009 BM162             | 30 de gener de 2009  | Mount Lemmon         | Mt. Lemmon Survey      |
| 343047 | 2009 BA163             | 31 de gener de 2009  | Kitt Peak            | Spacewatch             |
| 343048 | 2009 BU166             | 31 de gener de 2009  | Mount Lemmon         | Mt. Lemmon Survey      |
| 343049 | 2009 BJ170             | 16 de gener de 2009  | Kitt Peak            | Spacewatch             |
| 343050 | 2009 BF176             | 31 de gener de 2009  | Mount Lemmon         | Mt. Lemmon Survey      |
| 343051 | 2009 BS177             | 31 de gener de 2009  | Kitt Peak            | Spacewatch             |
| 343052 | 2009 BS181             | 20 de gener de 2009  | Mount Lemmon         | Mt. Lemmon Survey      |
| 343053 | 2009 BO182             | 18 de gener de 2009  | Mount Lemmon         | Mt. Lemmon Survey      |
| 343054 | 2009 BJ187             | 29 de gener de 2009  | Mount Lemmon         | Mt. Lemmon Survey      |
| 343055 | 2009 CD12              | 1 de febrer de 2009  | Kitt Peak            | Spacewatch             |
| 343056 | 2009 CW14              | 1 de febrer de 2009  | Kitt Peak            | Spacewatch             |
| 343057 | 2009 CB20              | 15 de febrer de 2009 | San Marcello         | San Marcello           |
| 343058 | 2009 CQ21              | 1 de febrer de 2009  | Kitt Peak            | Spacewatch             |
| 343059 | 2009 CG22              | 1 de febrer de 2009  | Kitt Peak            | Spacewatch             |
| 343060 | 2009 CJ23              | 12 d'octubre de 2007 | Mount Lemmon         | Mt. Lemmon Survey      |
| 343061 | 2009 CM24              | 1 de febrer de 2009  | Kitt Peak            | Spacewatch             |
| 343062 | 2009 CB25              | 1 de febrer de 2009  | Mount Lemmon         | Mt. Lemmon Survey      |
| 343063 | 2009 CN26              | 1 de febrer de 2009  | Kitt Peak            | Spacewatch             |
| 343064 | 2009 CP28              | 1 de febrer de 2009  | Kitt Peak            | Spacewatch             |
| 343065 | 2009 CU28              | 1 de febrer de 2009  | Kitt Peak            | Spacewatch             |
| 343066 | 2009 CY30              | 1 de febrer de 2009  | Kitt Peak            | Spacewatch             |
| 343067 | 2009 CT31              | 1 de febrer de 2009  | Kitt Peak            | Spacewatch             |
| 343068 | 2009 CR35              | 2 de febrer de 2009  | Mount Lemmon         | Mt. Lemmon Survey      |
| 343069 | 2009 CN39              | 14 de febrer de 2009 | Mount Lemmon         | Mt. Lemmon Survey      |
| 343070 | 2009 CK49              | 14 de febrer de 2009 | Mount Lemmon         | Mt. Lemmon Survey      |
| 343071 | 2009 CF56              | 1 de febrer de 2009  | Catalina             | CSS                    |
| 343072 | 2009 CL56              | 3 de febrer de 2009  | Kitt Peak            | Spacewatch             |
| 343073 | 2009 CA57              | 5 de febrer de 2009  | Mount Lemmon         | Mt. Lemmon Survey      |
| 343074 | 2009 CD58              | 3 de febrer de 2009  | Mount Lemmon         | Mt. Lemmon Survey      |
| 343075 | 2009 CR58              | 4 de febrer de 2009  | Mount Lemmon         | Mt. Lemmon Survey      |
| 343076 | 2009 CB59              | 5 de febrer de 2009  | Kitt Peak            | Spacewatch             |
| 343077 | 2009 CG62              | 3 de febrer de 2009  | Kitt Peak            | Spacewatch             |
| 343078 | 2009 CN63              | 2 de febrer de 2009  | Kitt Peak            | Spacewatch             |
| 343079 | 2009 CQ63              | 3 de febrer de 2009  | Mount Lemmon         | Mt. Lemmon Survey      |
| 343080 | 2009 DH1               | 17 de febrer de 2009 | Heppenheim           | Starkenburg            |
| 343081 | 2009 DB4               | 19 de febrer de 2009 | Socorro              | LINEAR                 |
| 343082 | 2009 DT5               | 20 de febrer de 2009 | Magdalena Ridge      | W. H. Ryan             |
| 343083 | 2009 DD9               | 19 de febrer de 2009 | Mount Lemmon         | Mt. Lemmon Survey      |
| 343084 | 2009 DQ9               | 17 de febrer de 2009 | Socorro              | LINEAR                 |
| 343085 | 2009 DC13              | 16 de febrer de 2009 | Kitt Peak            | Spacewatch             |
| 343086 | 2009 DZ16              | 18 de febrer de 2009 | La Sagra             | La Sagra               |
| 343087 | 2009 DH17              | 17 de febrer de 2009 | Kitt Peak            | Spacewatch             |
| 343088 | 2009 DK17              | 17 de febrer de 2009 | Kitt Peak            | Spacewatch             |
| 343089 | 2009 DR17              | 19 de febrer de 2009 | Mount Lemmon         | Mt. Lemmon Survey      |
| 343090 | 2009 DO19              | 21 de febrer de 2009 | Catalina             | CSS                    |
| 343091 | 2009 DE23              | 19 de febrer de 2009 | Kitt Peak            | Spacewatch             |
| 343092 | 2009 DX31              | 20 de febrer de 2009 | Kitt Peak            | Spacewatch             |
| 343093 | 2009 DR35              | 20 de febrer de 2009 | Kitt Peak            | Spacewatch             |
| 343094 | 2009 DT37              | 23 de febrer de 2009 | Calar Alto           | F. Hormuth             |
| 343095 | 2009 DS40              | 16 de febrer de 2009 | La Sagra             | La Sagra               |
| 343096 | 2009 DH41              | 18 de febrer de 2009 | La Sagra             | La Sagra               |
| 343097 | 2009 DN41              | 18 de febrer de 2009 | La Sagra             | La Sagra               |
| 343098 | 2009 DV42              | 26 de febrer de 2009 | Catalina             | CSS                    |
| 343099 | 2009 DJ43              | 25 de febrer de 2009 | Dauban               | F. Kugel               |
| 343100 | 2009 DE57              | 22 de febrer de 2009 | Kitt Peak            | Spacewatch             |

## 343101-343200
| Nom              | Designació provisional | Data de descobriment   | Lloc de descobriment | Descobridor/s            |
| ---------------- | ---------------------- | ---------------------- | -------------------- | ------------------------ |
| 343101           | 2009 DD60              | 22 de febrer de 2009   | Kitt Peak            | Spacewatch               |
| 343102           | 2009 DV62              | 22 de febrer de 2009   | Kitt Peak            | Spacewatch               |
| 343103           | 2009 DJ63              | 22 de febrer de 2009   | Kitt Peak            | Spacewatch               |
| 343104           | 2009 DV64              | 19 de febrer de 2009   | Kitt Peak            | Spacewatch               |
| 343105           | 2009 DX64              | 20 de febrer de 2009   | Mount Lemmon         | Mt. Lemmon Survey        |
| 343106           | 2009 DT69              | 26 de febrer de 2009   | Catalina             | CSS                      |
| 343107           | 2009 DA75              | 19 de febrer de 2009   | Kitt Peak            | Spacewatch               |
| 343108           | 2009 DS101             | 26 de febrer de 2009   | Kitt Peak            | Spacewatch               |
| 343109           | 2009 DV110             | 22 de febrer de 2009   | Catalina             | CSS                      |
| 343110           | 2009 DV123             | 16 de febrer de 2009   | Kitt Peak            | Spacewatch               |
| 343111           | 2009 DZ125             | 19 de febrer de 2009   | Kitt Peak            | Spacewatch               |
| 343112           | 2009 DL126             | 20 de febrer de 2009   | Kitt Peak            | Spacewatch               |
| 343113           | 2009 DB128             | 21 de febrer de 2009   | Kitt Peak            | Spacewatch               |
| 343114           | 2009 DC129             | 26 de febrer de 2009   | Kitt Peak            | Spacewatch               |
| 343115           | 2009 DR132             | 21 de febrer de 2009   | Kitt Peak            | Spacewatch               |
| 343116           | 2009 DU132             | 26 de febrer de 2009   | Catalina             | CSS                      |
| 343117           | 2009 DF135             | 28 de febrer de 2009   | Kitt Peak            | Spacewatch               |
| 343118           | 2009 DX136             | 25 de febrer de 2009   | Siding Spring        | Siding Spring Survey     |
| 343119           | 2009 EM3               | 14 de març de 2009     | La Sagra             | La Sagra                 |
| 343120           | 2009 EN13              | 15 de març de 2009     | Kitt Peak            | Spacewatch               |
| 343121           | 2009 EW13              | 15 de març de 2009     | Catalina             | CSS                      |
| 343122           | 2009 EH15              | 15 de març de 2009     | Kitt Peak            | Spacewatch               |
| 343123           | 2009 EV16              | 15 de març de 2009     | Kitt Peak            | Spacewatch               |
| 343124           | 2009 EA17              | 15 de març de 2009     | Kitt Peak            | Spacewatch               |
| 343125           | 2009 EE17              | 15 de març de 2009     | Kitt Peak            | Spacewatch               |
| 343126           | 2009 EQ19              | 15 de març de 2009     | Mount Lemmon         | Mt. Lemmon Survey        |
| 343127           | 2009 EG21              | 15 de març de 2009     | La Sagra             | La Sagra                 |
| 343128           | 2009 EV21              | 14 de març de 2009     | La Sagra             | La Sagra                 |
| 343129           | 2009 ER26              | 4 de març de 2009      | Siding Spring        | Siding Spring Survey     |
| 343130           | 2009 EU29              | 7 de març de 2009      | Mount Lemmon         | Mt. Lemmon Survey        |
| 343131           | 2009 EM30              | 6 de març de 2009      | Siding Spring        | Siding Spring Survey     |
| 343132           | 2009 FV                | 16 de març de 2009     | La Sagra             | La Sagra                 |
| 343133           | 2009 FY1               | 17 de març de 2009     | Taunus               | S. Karge, R. Kling       |
| 343134           | 2009 FG5               | 19 de març de 2009     | Saint-Sulpice        | B. Christophe            |
| 343135           | 2009 FS13              | 16 de març de 2009     | Dauban               | F. Kugel                 |
| 343136           | 2009 FF24              | 20 de març de 2009     | La Sagra             | La Sagra                 |
| 343137           | 2009 FA25              | 22 de març de 2009     | La Sagra             | La Sagra                 |
| 343138           | 2009 FG32              | 28 de març de 2009     | Tzec Maun            | E. Schwab                |
| 343139           | 2009 FE34              | 21 de març de 2009     | Catalina             | CSS                      |
| 343140           | 2009 FL35              | 21 de març de 2009     | Catalina             | CSS                      |
| 343141           | 2009 FB37              | 23 de març de 2009     | Purple Mountain      | PMO NEO Survey Program   |
| 343142           | 2009 FE40              | 28 de març de 2009     | Kitt Peak            | Spacewatch               |
| 343143           | 2009 FP41              | 23 de març de 2009     | Purple Mountain      | PMO NEO Survey Program   |
| 343144           | 2009 FG42              | 28 de març de 2009     | Kitt Peak            | Spacewatch               |
| 343145           | 2009 FO42              | 28 de març de 2009     | Kitt Peak            | Spacewatch               |
| 343146           | 2009 FF55              | 31 de març de 2009     | Kitt Peak            | Spacewatch               |
| 343147           | 2009 FU67              | 22 de març de 2009     | Mount Lemmon         | Mt. Lemmon Survey        |
| 343148           | 2009 FF69              | 16 de març de 2009     | Kitt Peak            | Spacewatch               |
| 343149           | 2009 FC73              | 21 de març de 2009     | Catalina             | CSS                      |
| 343150           | 2009 FX73              | 29 de març de 2009     | Catalina             | CSS                      |
| 343151           | 2009 FR76              | 18 de març de 2009     | Kitt Peak            | Spacewatch               |
| 343152           | 2009 FV76              | 16 de març de 2009     | Catalina             | CSS                      |
| 343153           | 2009 HY15              | 18 d'abril de 2009     | Kitt Peak            | Spacewatch               |
| 343154           | 2009 HN18              | 19 d'abril de 2009     | Kitt Peak            | Spacewatch               |
| 343155           | 2009 HY39              | 22 d'octubre de 2006   | Mount Lemmon         | Mt. Lemmon Survey        |
| 343156           | 2009 HP66              | 24 d'abril de 2009     | Kitt Peak            | Spacewatch               |
| 343157 Mindaugas | 2009 HH68              | 25 d'abril de 2009     | Baldone              | K. Cernis, I. Eglitis    |
| 343158           | 2009 HC82              | 29 d'abril de 2009     | Catalina             | CSS                      |
| 343159           | 2009 JD17              | 13 de maig de 2009     | Kitt Peak            | Spacewatch               |
| 343160           | 2009 KS2               | 19 de maig de 2009     | Dauban               | F. Kugel                 |
| 343161           | 2009 KH3               | 22 de maig de 2009     | Marly                | P. Kocher                |
| 343162           | 2009 PY4               | 18 de desembre de 2007 | Mount Lemmon         | Mt. Lemmon Survey        |
| 343163           | 2009 QA                | 16 d'agost de 2009     | Catalina             | CSS                      |
| 343164           | 2009 QQ48              | 31 de gener de 2008    | Mount Lemmon         | Mt. Lemmon Survey        |
| 343165           | 2009 SK102             | 25 de setembre de 2009 | Catalina             | CSS                      |
| 343166           | 2009 SO103             | 25 de setembre de 2009 | Socorro              | LINEAR                   |
| 343167           | 2009 SW125             | 18 de setembre de 2009 | Kitt Peak            | Spacewatch               |
| 343168           | 2009 SU158             | 20 de setembre de 2009 | Kitt Peak            | Spacewatch               |
| 343169           | 2009 SW192             | 22 de setembre de 2009 | Kitt Peak            | Spacewatch               |
| 343170           | 2009 SC199             | 2 de febrer de 2008    | Mount Lemmon         | Mt. Lemmon Survey        |
| 343171           | 2009 SQ208             | 23 de setembre de 2009 | Kitt Peak            | Spacewatch               |
| 343172           | 2009 SX283             | 25 de setembre de 2009 | Kitt Peak            | Spacewatch               |
| 343173           | 2009 SQ326             | 30 de setembre de 2009 | Mount Lemmon         | Mt. Lemmon Survey        |
| 343174           | 2009 SH333             | 25 de setembre de 2009 | Catalina             | CSS                      |
| 343175           | 2009 ST338             | 22 de setembre de 2009 | Mount Lemmon         | Mt. Lemmon Survey        |
| 343176           | 2009 SZ339             | 30 de setembre de 2009 | Mount Lemmon         | Mt. Lemmon Survey        |
| 343177           | 2009 TB25              | 14 d'octubre de 2009   | Catalina             | CSS                      |
| 343178           | 2009 TG36              | 14 d'octubre de 2009   | Catalina             | CSS                      |
| 343179           | 2009 UC58              | 23 d'octubre de 2009   | Mount Lemmon         | Mt. Lemmon Survey        |
| 343180           | 2009 UZ70              | 22 d'octubre de 2009   | Catalina             | CSS                      |
| 343181           | 2009 UB84              | 23 d'octubre de 2009   | Mount Lemmon         | Mt. Lemmon Survey        |
| 343182           | 2009 UD85              | 23 d'octubre de 2009   | Mount Lemmon         | Mt. Lemmon Survey        |
| 343183           | 2009 UU88              | 22 d'octubre de 2009   | Catalina             | CSS                      |
| 343184           | 2009 UH96              | 22 d'octubre de 2009   | Mount Lemmon         | Mt. Lemmon Survey        |
| 343185           | 2009 UV102             | 24 d'octubre de 2009   | Catalina             | CSS                      |
| 343186           | 2009 UG111             | 23 d'octubre de 2009   | Kitt Peak            | Spacewatch               |
| 343187           | 2009 UO116             | 22 d'octubre de 2009   | Mount Lemmon         | Mt. Lemmon Survey        |
| 343188           | 2009 UT144             | 24 d'octubre de 2009   | Catalina             | CSS                      |
| 343189           | 2009 UO146             | 16 d'octubre de 2009   | Mount Lemmon         | Mt. Lemmon Survey        |
| 343190           | 2009 UE148             | 14 d'abril de 2008     | Catalina             | CSS                      |
| 343191           | 2009 UF154             | 26 d'octubre de 2009   | Mount Lemmon         | Mt. Lemmon Survey        |
| 343192           | 2009 VK15              | 5 de setembre de 1999  | Catalina             | CSS                      |
| 343193           | 2009 VU19              | 24 d'octubre de 2009   | Kitt Peak            | Spacewatch               |
| 343194           | 2009 VY20              | 9 de novembre de 2009  | Mount Lemmon         | Mt. Lemmon Survey        |
| 343195           | 2009 VT32              | 12 de febrer de 2000   | Apache Point         | Sloan Digital Sky Survey |
| 343196           | 2009 VG33              | 10 de novembre de 2009 | Mount Lemmon         | Mt. Lemmon Survey        |
| 343197           | 2009 VF37              | 8 de novembre de 2009  | Kitt Peak            | Spacewatch               |
| 343198           | 2009 VU37              | 8 de novembre de 2009  | Catalina             | CSS                      |
| 343199           | 2009 VJ47              | 9 de novembre de 2009  | Mount Lemmon         | Mt. Lemmon Survey        |
| 343200           | 2009 VF55              | 11 de novembre de 2009 | Kitt Peak            | Spacewatch               |

## 343201-343300
| Nom    | Designació provisional | Data de descobriment   | Lloc de descobriment | Descobridor/s          |
| ------ | ---------------------- | ---------------------- | -------------------- | ---------------------- |
| 343201 | 2009 VE61              | 8 de novembre de 2009  | Kitt Peak            | Spacewatch             |
| 343202 | 2009 VH67              | 9 de novembre de 2009  | Kitt Peak            | Spacewatch             |
| 343203 | 2009 VZ71              | 11 de novembre de 2009 | Kitt Peak            | Spacewatch             |
| 343204 | 2009 VW93              | 15 de novembre de 2009 | Catalina             | CSS                    |
| 343205 | 2009 VQ94              | 10 de gener de 2007    | Kitt Peak            | Spacewatch             |
| 343206 | 2009 VC100             | 9 de novembre de 2009  | Mount Lemmon         | Mt. Lemmon Survey      |
| 343207 | 2009 VR105             | 15 de novembre de 2009 | Catalina             | CSS                    |
| 343208 | 2009 VG108             | 8 de novembre de 2009  | Mount Lemmon         | Mt. Lemmon Survey      |
| 343209 | 2009 VT114             | 11 de novembre de 2009 | Mount Lemmon         | Mt. Lemmon Survey      |
| 343210 | 2009 WG1               | 18 de novembre de 2009 | Mayhill              | A. Lowe                |
| 343211 | 2009 WV20              | 17 de novembre de 2009 | Catalina             | CSS                    |
| 343212 | 2009 WK27              | 16 de novembre de 2009 | Kitt Peak            | Spacewatch             |
| 343213 | 2009 WD28              | 16 de novembre de 2009 | Kitt Peak            | Spacewatch             |
| 343214 | 2009 WG34              | 8 de novembre de 2009  | Kitt Peak            | Spacewatch             |
| 343215 | 2009 WX36              | 17 de novembre de 2009 | Kitt Peak            | Spacewatch             |
| 343216 | 2009 WC37              | 17 de novembre de 2009 | Kitt Peak            | Spacewatch             |
| 343217 | 2009 WL37              | 17 de novembre de 2009 | Kitt Peak            | Spacewatch             |
| 343218 | 2009 WR37              | 17 de novembre de 2009 | Kitt Peak            | Spacewatch             |
| 343219 | 2009 WW43              | 17 de novembre de 2009 | Mount Lemmon         | Mt. Lemmon Survey      |
| 343220 | 2009 WF44              | 18 de novembre de 2009 | Kitt Peak            | Spacewatch             |
| 343221 | 2009 WN45              | 18 de novembre de 2009 | Kitt Peak            | Spacewatch             |
| 343222 | 2009 WD80              | 18 de novembre de 2009 | Kitt Peak            | Spacewatch             |
| 343223 | 2009 WD82              | 19 de novembre de 2009 | Kitt Peak            | Spacewatch             |
| 343224 | 2009 WO82              | 19 de novembre de 2009 | Kitt Peak            | Spacewatch             |
| 343225 | 2009 WX83              | 19 de novembre de 2009 | Kitt Peak            | Spacewatch             |
| 343226 | 2009 WW84              | 19 de novembre de 2009 | Kitt Peak            | Spacewatch             |
| 343227 | 2009 WA88              | 19 de novembre de 2009 | Kitt Peak            | Spacewatch             |
| 343228 | 2009 WK88              | 19 de novembre de 2009 | Kitt Peak            | Spacewatch             |
| 343229 | 2009 WN89              | 19 de novembre de 2009 | Kitt Peak            | Spacewatch             |
| 343230 | 2009 WZ105             | 22 de novembre de 2009 | Magasa               | Osservatorio Cima Rest |
| 343231 | 2009 WS119             | 19 de novembre de 2006 | Kitt Peak            | Spacewatch             |
| 343232 | 2009 WA121             | 20 de novembre de 2009 | Kitt Peak            | Spacewatch             |
| 343233 | 2009 WV123             | 20 de novembre de 2009 | Kitt Peak            | Spacewatch             |
| 343234 | 2009 WP128             | 20 de novembre de 2009 | Mount Lemmon         | Mt. Lemmon Survey      |
| 343235 | 2009 WK130             | 20 de novembre de 2009 | Mount Lemmon         | Mt. Lemmon Survey      |
| 343236 | 2009 WZ132             | 19 de setembre de 2009 | Mount Lemmon         | Mt. Lemmon Survey      |
| 343237 | 2009 WL137             | 23 de novembre de 2009 | Mount Lemmon         | Mt. Lemmon Survey      |
| 343238 | 2009 WX162             | 21 de novembre de 2009 | Kitt Peak            | Spacewatch             |
| 343239 | 2009 WY184             | 16 de novembre de 2009 | Mount Lemmon         | Mt. Lemmon Survey      |
| 343240 | 2009 WB189             | 24 de novembre de 2009 | Kitt Peak            | Spacewatch             |
| 343241 | 2009 WW192             | 24 de novembre de 2009 | Mount Lemmon         | Mt. Lemmon Survey      |
| 343242 | 2009 WM195             | 25 de novembre de 2009 | Kitt Peak            | Spacewatch             |
| 343243 | 2009 WX200             | 26 de novembre de 2009 | Mount Lemmon         | Mt. Lemmon Survey      |
| 343244 | 2009 WP209             | 17 de novembre de 2009 | Kitt Peak            | Spacewatch             |
| 343245 | 2009 WF216             | 22 de setembre de 2009 | Mount Lemmon         | Mt. Lemmon Survey      |
| 343246 | 2009 WN218             | 16 de novembre de 2009 | Kitt Peak            | Spacewatch             |
| 343247 | 2009 WE241             | 18 de novembre de 2009 | Kitt Peak            | Spacewatch             |
| 343248 | 2009 WV261             | 17 de novembre de 2009 | Kitt Peak            | Spacewatch             |
| 343249 | 2009 XL7               | 13 de desembre de 2009 | Hibiscus             | N. Teamo               |
| 343250 | 2009 XV8               | 1 d'octubre de 2005    | Mount Lemmon         | Mt. Lemmon Survey      |
| 343251 | 2009 XH9               | 12 de desembre de 2009 | Tzec Maun            | Tzec Maun              |
| 343252 | 2009 XL15              | 15 de desembre de 2009 | Mount Lemmon         | Mt. Lemmon Survey      |
| 343253 | 2009 XD17              | 16 de novembre de 2009 | Mount Lemmon         | Mt. Lemmon Survey      |
| 343254 | 2009 XU17              | 15 de desembre de 2009 | Mount Lemmon         | Mt. Lemmon Survey      |
| 343255 | 2009 XK21              | 10 de desembre de 2009 | Mount Lemmon         | Mt. Lemmon Survey      |
| 343256 | 2009 XN22              | 15 de desembre de 2009 | Mount Lemmon         | Mt. Lemmon Survey      |
| 343257 | 2009 XO22              | 15 de desembre de 2009 | Mount Lemmon         | Mt. Lemmon Survey      |
| 343258 | 2009 XC25              | 13 de desembre de 2009 | Socorro              | LINEAR                 |
| 343259 | 2009 YZ5               | 17 de desembre de 2009 | Mount Lemmon         | Mt. Lemmon Survey      |
| 343260 | 2009 YW14              | 18 de desembre de 2009 | Mount Lemmon         | Mt. Lemmon Survey      |
| 343261 | 2009 YP15              | 8 de novembre de 2009  | Kitt Peak            | Spacewatch             |
| 343262 | 2009 YC20              | 26 de desembre de 2009 | Kitt Peak            | Spacewatch             |
| 343263 | 2009 YU21              | 28 de desembre de 2009 | Purple Mountain      | PMO NEO Survey Program |
| 343264 | 2009 YZ21              | 26 de desembre de 2009 | Kitt Peak            | Spacewatch             |
| 343265 | 2009 YZ23              | 19 de desembre de 2009 | Mount Lemmon         | Mt. Lemmon Survey      |
| 343266 | 2009 YK24              | 17 de desembre de 2009 | Mount Lemmon         | Mt. Lemmon Survey      |
| 343267 | 2009 YO24              | 18 de desembre de 2009 | Kitt Peak            | Spacewatch             |
| 343268 | 2009 YX24              | 19 de desembre de 2009 | Mount Lemmon         | Mt. Lemmon Survey      |
| 343269 | 2009 YP25              | 20 de desembre de 2009 | Mount Lemmon         | Mt. Lemmon Survey      |
| 343270 | 2010 AE1               | 5 de gener de 2010     | Kitt Peak            | Spacewatch             |
| 343271 | 2010 AS6               | 6 de gener de 2010     | Vail-Jarnac          | Jarnac                 |
| 343272 | 2010 AG9               | 6 de gener de 2010     | Catalina             | CSS                    |
| 343273 | 2010 AH12              | 3 d'octubre de 2005    | Catalina             | CSS                    |
| 343274 | 2010 AL17              | 7 de gener de 2010     | Mount Lemmon         | Mt. Lemmon Survey      |
| 343275 | 2010 AC25              | 6 de gener de 2010     | Kitt Peak            | Spacewatch             |
| 343276 | 2010 AW25              | 6 de gener de 2010     | Kitt Peak            | Spacewatch             |
| 343277 | 2010 AQ31              | 6 de gener de 2010     | Kitt Peak            | Spacewatch             |
| 343278 | 2010 AC34              | 7 de gener de 2010     | Kitt Peak            | Spacewatch             |
| 343279 | 2010 AH35              | 7 de gener de 2010     | Kitt Peak            | Spacewatch             |
| 343280 | 2010 AQ37              | 7 d'octubre de 2008    | Mount Lemmon         | Mt. Lemmon Survey      |
| 343281 | 2010 AF38              | 7 de gener de 2010     | Kitt Peak            | Spacewatch             |
| 343282 | 2010 AX40              | 5 de gener de 2010     | Kitt Peak            | Spacewatch             |
| 343283 | 2010 AW41              | 6 de gener de 2010     | Catalina             | CSS                    |
| 343284 | 2010 AE43              | 6 de gener de 2010     | Mount Lemmon         | Mt. Lemmon Survey      |
| 343285 | 2010 AT43              | 6 de gener de 2010     | Kitt Peak            | Spacewatch             |
| 343286 | 2010 AA44              | 6 de gener de 2010     | Kitt Peak            | Spacewatch             |
| 343287 | 2010 AL45              | 7 de gener de 2010     | Mount Lemmon         | Mt. Lemmon Survey      |
| 343288 | 2010 AV54              | 8 de gener de 2010     | Kitt Peak            | Spacewatch             |
| 343289 | 2010 AG63              | 8 de gener de 2010     | Mount Lemmon         | Mt. Lemmon Survey      |
| 343290 | 2010 AU63              | 8 de gener de 2010     | Kitt Peak            | Spacewatch             |
| 343291 | 2010 AD67              | 20 de novembre de 2006 | Mount Lemmon         | Mt. Lemmon Survey      |
| 343292 | 2010 AE67              | 12 de gener de 2010    | Kitt Peak            | Spacewatch             |
| 343293 | 2010 AB68              | 12 de gener de 2010    | Kitt Peak            | Spacewatch             |
| 343294 | 2010 AK68              | 12 de gener de 2010    | Kitt Peak            | Spacewatch             |
| 343295 | 2010 AG70              | 29 de setembre de 2001 | Palomar              | NEAT                   |
| 343296 | 2010 AO70              | 24 de setembre de 1995 | Kitt Peak            | Spacewatch             |
| 343297 | 2010 AN73              | 14 de gener de 2010    | Kitt Peak            | Spacewatch             |
| 343298 | 2010 AN76              | 12 de gener de 2010    | Catalina             | CSS                    |
| 343299 | 2010 AC77              | 7 de gener de 2010     | Mount Lemmon         | Mt. Lemmon Survey      |
| 343300 | 2010 AD77              | 8 de gener de 2010     | Kitt Peak            | Spacewatch             |

## 343301-343400
| Nom    | Designació provisional | Data de descobriment   | Lloc de descobriment | Descobridor/s            |
| ------ | ---------------------- | ---------------------- | -------------------- | ------------------------ |
| 343301 | 2010 AR81              | 8 de gener de 2010     | WISE                 | WISE                     |
| 343302 | 2010 AE89              | 8 de gener de 2010     | WISE                 | WISE                     |
| 343303 | 2010 AO95              | 9 de gener de 2010     | WISE                 | WISE                     |
| 343304 | 2010 AC106             | 7 de novembre de 2008  | Mount Lemmon         | Mt. Lemmon Survey        |
| 343305 | 2010 AJ110             | 13 de gener de 2010    | WISE                 | WISE                     |
| 343306 | 2010 AG115             | 13 de gener de 2010    | WISE                 | WISE                     |
| 343307 | 2010 AQ120             | 14 de gener de 2010    | WISE                 | WISE                     |
| 343308 | 2010 BN3               | 16 de gener de 2010    | Nyukasa              | Nyukasa                  |
| 343309 | 2010 BZ3               | 21 de gener de 2010    | Bisei SG Center      | BATTeRS                  |
| 343310 | 2010 BD5               | 23 de gener de 2010    | Bisei SG Center      | BATTeRS                  |
| 343311 | 2010 BM6               | 17 de gener de 2010    | Kitt Peak            | Spacewatch               |
| 343312 | 2010 BH28              | 18 de gener de 2010    | WISE                 | WISE                     |
| 343313 | 2010 BX40              | 19 de gener de 2010    | WISE                 | WISE                     |
| 343314 | 2010 BC57              | 21 de gener de 2010    | WISE                 | WISE                     |
| 343315 | 2010 BK61              | 21 de gener de 2010    | WISE                 | WISE                     |
| 343316 | 2010 BU68              | 22 de gener de 2010    | WISE                 | WISE                     |
| 343317 | 2010 BV71              | 23 de gener de 2010    | WISE                 | WISE                     |
| 343318 | 2010 BS73              | 23 de gener de 2010    | WISE                 | WISE                     |
| 343319 | 2010 BD76              | 24 de gener de 2010    | WISE                 | WISE                     |
| 343320 | 2010 BF84              | 19 de maig de 2005     | Mount Lemmon         | Mt. Lemmon Survey        |
| 343321 | 2010 BM96              | 16 de març de 2004     | Socorro              | LINEAR                   |
| 343322 | 2010 CK                | 6 de febrer de 2010    | Zelenchukskaya S     | T. V. Kryachko           |
| 343323 | 2010 CP1               | 8 de febrer de 2010    | Tzec Maun            | E. Schwab                |
| 343324 | 2010 CE3               | 5 de febrer de 2010    | Kitt Peak            | Spacewatch               |
| 343325 | 2010 CS3               | 5 de febrer de 2010    | Kitt Peak            | Spacewatch               |
| 343326 | 2010 CK6               | 18 de gener de 2009    | Kitt Peak            | Spacewatch               |
| 343327 | 2010 CL8               | 7 de febrer de 2010    | WISE                 | WISE                     |
| 343328 | 2010 CH9               | 8 de febrer de 2010    | WISE                 | WISE                     |
| 343329 | 2010 CB14              | 10 de febrer de 2010   | WISE                 | WISE                     |
| 343330 | 2010 CH17              | 11 de febrer de 2010   | WISE                 | WISE                     |
| 343331 | 2010 CY19              | 30 de desembre de 2005 | Mount Lemmon         | Mt. Lemmon Survey        |
| 343332 | 2010 CP22              | 9 de febrer de 2010    | Kitt Peak            | Spacewatch               |
| 343333 | 2010 CA29              | 9 de febrer de 2010    | Kitt Peak            | Spacewatch               |
| 343334 | 2010 CE32              | 9 de febrer de 2010    | Kitt Peak            | Spacewatch               |
| 343335 | 2010 CN32              | 9 de febrer de 2010    | Kitt Peak            | Spacewatch               |
| 343336 | 2010 CJ35              | 10 de febrer de 2010   | Kitt Peak            | Spacewatch               |
| 343337 | 2010 CY35              | 10 de febrer de 2010   | Kitt Peak            | Spacewatch               |
| 343338 | 2010 CH36              | 10 de febrer de 2010   | Kitt Peak            | Spacewatch               |
| 343339 | 2010 CO39              | 13 de febrer de 2010   | Kitt Peak            | Spacewatch               |
| 343340 | 2010 CE41              | 5 de febrer de 2010    | Catalina             | CSS                      |
| 343341 | 2010 CE42              | 6 de febrer de 2010    | Mount Lemmon         | Mt. Lemmon Survey        |
| 343342 | 2010 CK42              | 6 de febrer de 2010    | Mount Lemmon         | Mt. Lemmon Survey        |
| 343343 | 2010 CJ48              | 12 de febrer de 2010   | WISE                 | WISE                     |
| 343344 | 2010 CX55              | 1 de novembre de 1997  | Kitt Peak            | Spacewatch               |
| 343345 | 2010 CQ56              | 28 de gener de 2006    | Catalina             | CSS                      |
| 343346 | 2010 CF57              | 14 de febrer de 2010   | Socorro              | LINEAR                   |
| 343347 | 2010 CF59              | 14 de febrer de 2010   | Socorro              | LINEAR                   |
| 343348 | 2010 CR59              | 14 de febrer de 2010   | Socorro              | LINEAR                   |
| 343349 | 2010 CK60              | 14 de febrer de 2010   | Socorro              | LINEAR                   |
| 343350 | 2010 CL60              | 14 de febrer de 2010   | Socorro              | LINEAR                   |
| 343351 | 2010 CS61              | 9 de febrer de 2010    | Kitt Peak            | Spacewatch               |
| 343352 | 2010 CR62              | 9 de febrer de 2010    | Kitt Peak            | Spacewatch               |
| 343353 | 2010 CG63              | 9 de febrer de 2010    | Kitt Peak            | Spacewatch               |
| 343354 | 2010 CU66              | 10 de febrer de 2010   | Kitt Peak            | Spacewatch               |
| 343355 | 2010 CL68              | 10 de febrer de 2010   | Kitt Peak            | Spacewatch               |
| 343356 | 2010 CE75              | 24 de febrer de 2006   | Mount Lemmon         | Mt. Lemmon Survey        |
| 343357 | 2010 CL75              | 13 de febrer de 2010   | Mount Lemmon         | Mt. Lemmon Survey        |
| 343358 | 2010 CE79              | 13 de febrer de 2010   | Mount Lemmon         | Mt. Lemmon Survey        |
| 343359 | 2010 CY79              | 5 de gener de 2006     | Catalina             | CSS                      |
| 343360 | 2010 CC80              | 13 de febrer de 2010   | Mount Lemmon         | Mt. Lemmon Survey        |
| 343361 | 2010 CR81              | 16 de gener de 2005    | Kitt Peak            | Spacewatch               |
| 343362 | 2010 CS81              | 13 de febrer de 2010   | Mount Lemmon         | Mt. Lemmon Survey        |
| 343363 | 2010 CK82              | 9 de març de 2005      | Mount Lemmon         | Mt. Lemmon Survey        |
| 343364 | 2010 CZ83              | 14 de febrer de 2010   | Kitt Peak            | Spacewatch               |
| 343365 | 2010 CE84              | 14 de febrer de 2010   | Kitt Peak            | Spacewatch               |
| 343366 | 2010 CG87              | 26 de setembre de 2003 | Apache Point         | Sloan Digital Sky Survey |
| 343367 | 2010 CY88              | 14 de febrer de 2010   | Mount Lemmon         | Mt. Lemmon Survey        |
| 343368 | 2010 CH91              | 9 d'octubre de 2001    | Kitt Peak            | Spacewatch               |
| 343369 | 2010 CU93              | 14 de febrer de 2010   | Kitt Peak            | Spacewatch               |
| 343370 | 2010 CS94              | 14 de febrer de 2010   | Kitt Peak            | Spacewatch               |
| 343371 | 2010 CH95              | 14 de febrer de 2010   | Kitt Peak            | Spacewatch               |
| 343372 | 2010 CN96              | 14 de febrer de 2010   | Mount Lemmon         | Mt. Lemmon Survey        |
| 343373 | 2010 CC108             | 14 de febrer de 2010   | Kitt Peak            | Spacewatch               |
| 343374 | 2010 CV108             | 14 de febrer de 2010   | Mount Lemmon         | Mt. Lemmon Survey        |
| 343375 | 2010 CF117             | 14 de febrer de 2010   | Kitt Peak            | Spacewatch               |
| 343376 | 2010 CD122             | 15 de febrer de 2010   | Kitt Peak            | Spacewatch               |
| 343377 | 2010 CH125             | 16 de setembre de 2003 | Kitt Peak            | Spacewatch               |
| 343378 | 2010 CN127             | 15 de febrer de 2010   | Kitt Peak            | Spacewatch               |
| 343379 | 2010 CO129             | 13 de febrer de 2010   | Catalina             | CSS                      |
| 343380 | 2010 CE133             | 12 de febrer de 2010   | WISE                 | WISE                     |
| 343381 | 2010 CW135             | 14 de febrer de 2010   | WISE                 | WISE                     |
| 343382 | 2010 CK138             | 13 de febrer de 2010   | Catalina             | CSS                      |
| 343383 | 2010 CQ139             | 14 de febrer de 2010   | Mount Lemmon         | Mt. Lemmon Survey        |
| 343384 | 2010 CH141             | 17 d'octubre de 1995   | Kitt Peak            | Spacewatch               |
| 343385 | 2010 CA142             | 5 de febrer de 2010    | Catalina             | CSS                      |
| 343386 | 2010 CA148             | 13 de febrer de 2010   | Mount Lemmon         | Mt. Lemmon Survey        |
| 343387 | 2010 CA149             | 22 d'octubre de 1998   | Caussols             | ODAS                     |
| 343388 | 2010 CN149             | 2 de desembre de 1994  | Kitt Peak            | Spacewatch               |
| 343389 | 2010 CZ152             | 14 de febrer de 2010   | Mount Lemmon         | Mt. Lemmon Survey        |
| 343390 | 2010 CN153             | 14 de febrer de 2010   | Kitt Peak            | Spacewatch               |
| 343391 | 2010 CR153             | 14 de febrer de 2010   | Kitt Peak            | Spacewatch               |
| 343392 | 2010 CZ154             | 16 de gener de 2003    | Palomar              | NEAT                     |
| 343393 | 2010 CE156             | 15 de febrer de 2010   | Kitt Peak            | Spacewatch               |
| 343394 | 2010 CU161             | 6 de febrer de 2010    | Kitt Peak            | Spacewatch               |
| 343395 | 2010 CR163             | 9 de febrer de 2010    | Kitt Peak            | Spacewatch               |
| 343396 | 2010 CH164             | 27 de març de 2003     | Kitt Peak            | Spacewatch               |
| 343397 | 2010 CN166             | 13 de febrer de 2010   | Kitt Peak            | Spacewatch               |
| 343398 | 2010 CO168             | 15 de febrer de 2010   | Kitt Peak            | Spacewatch               |
| 343399 | 2010 CE170             | 14 de febrer de 2004   | Wrightwood           | J. W. Young              |
| 343400 | 2010 CN170             | 10 de febrer de 2010   | Kitt Peak            | Spacewatch               |

## 343401-343500
| Nom                 | Designació provisional | Data de descobriment   | Lloc de descobriment | Descobridor/s          |
| ------------------- | ---------------------- | ---------------------- | -------------------- | ---------------------- |
| 343401              | 2010 CR170             | 13 de febrer de 2010   | Kitt Peak            | Spacewatch             |
| 343402              | 2010 CV170             | 13 de febrer de 2010   | Mount Lemmon         | Mt. Lemmon Survey      |
| 343403              | 2010 CY170             | 21 de setembre de 2003 | Kitt Peak            | Spacewatch             |
| 343404              | 2010 CC172             | 24 d'octubre de 2005   | Mauna Kea            | A. Boattini            |
| 343405              | 2010 CL172             | 15 de febrer de 2010   | Kitt Peak            | Spacewatch             |
| 343406              | 2010 CB175             | 9 de febrer de 2010    | Kitt Peak            | Spacewatch             |
| 343407              | 2010 CR175             | 9 de febrer de 2010    | Kitt Peak            | Spacewatch             |
| 343408              | 2010 CO176             | 18 de setembre de 2003 | Kitt Peak            | Spacewatch             |
| 343409              | 2010 CY176             | 10 de febrer de 2010   | Kitt Peak            | Spacewatch             |
| 343410              | 2010 CT180             | 10 de febrer de 2010   | Kitt Peak            | Spacewatch             |
| 343411              | 2010 CU180             | 10 de febrer de 2010   | Kitt Peak            | Spacewatch             |
| 343412              | 2010 CC181             | 13 de febrer de 2010   | Haleakala            | Pan-STARRS 1           |
| 343413              | 2010 CX181             | 14 de febrer de 2010   | Haleakala            | Pan-STARRS 1           |
| 343414              | 2010 CH184             | 15 de febrer de 2010   | Catalina             | CSS                    |
| 343415              | 2010 CL184             | 11 de setembre de 2007 | Mount Lemmon         | Mt. Lemmon Survey      |
| 343416              | 2010 CR206             | 4 de febrer de 2010    | WISE                 | WISE                   |
| 343417              | 2010 CE248             | 18 de desembre de 2009 | Mount Lemmon         | Mt. Lemmon Survey      |
| 343418              | 2010 DV1               | 18 de febrer de 2010   | Catalina             | CSS                    |
| 343419              | 2010 DD4               | 1 de novembre de 2005  | Kitt Peak            | Spacewatch             |
| 343420              | 2010 DY6               | 16 de febrer de 2010   | Kitt Peak            | Spacewatch             |
| 343421              | 2010 DN8               | 16 de febrer de 2010   | Kitt Peak            | Spacewatch             |
| 343422              | 2010 DQ8               | 16 de febrer de 2010   | Kitt Peak            | Spacewatch             |
| 343423              | 2010 DF16              | 17 de febrer de 2010   | WISE                 | WISE                   |
| 343424              | 2010 DV17              | 27 de març de 2007     | Siding Spring        | Siding Spring Survey   |
| 343425              | 2010 DL20              | 19 de febrer de 2010   | Bisei SG Center      | BATTeRS                |
| 343426              | 2010 DO22              | 18 de febrer de 2010   | WISE                 | WISE                   |
| 343427              | 2010 DD24              | 12 de maig de 2004     | Siding Spring        | Siding Spring Survey   |
| 343428              | 2010 DY35              | 11 de setembre de 2007 | Mount Lemmon         | Mt. Lemmon Survey      |
| 343429              | 2010 DW39              | 16 de febrer de 2010   | Catalina             | CSS                    |
| 343430              | 2010 DV42              | 17 de febrer de 2010   | Kitt Peak            | Spacewatch             |
| 343431              | 2010 DM43              | 14 de desembre de 2004 | Kitt Peak            | Spacewatch             |
| 343432              | 2010 DD46              | 17 de febrer de 2010   | Kitt Peak            | Spacewatch             |
| 343433              | 2010 DT46              | 17 de febrer de 2010   | Kitt Peak            | Spacewatch             |
| 343434              | 2010 DU47              | 17 de febrer de 2010   | Kitt Peak            | Spacewatch             |
| 343435              | 2010 DC49              | 18 de febrer de 2010   | Kitt Peak            | Spacewatch             |
| 343436              | 2010 DJ49              | 18 de febrer de 2010   | Catalina             | CSS                    |
| 343437              | 2010 DR75              | 17 de febrer de 2010   | Kitt Peak            | Spacewatch             |
| 343438              | 2010 DS77              | 16 de febrer de 2010   | Haleakala            | Pan-STARRS 1           |
| 343439              | 2010 DW77              | 16 de febrer de 2010   | Haleakala            | Pan-STARRS 1           |
| 343440              | 2010 DY77              | 16 de febrer de 2010   | Haleakala            | Pan-STARRS 1           |
| 343441              | 2010 DC78              | 16 de febrer de 2010   | Haleakala            | Pan-STARRS 1           |
| 343442              | 2010 DH79              | 17 de febrer de 2010   | Socorro              | LINEAR                 |
| 343443              | 2010 DJ79              | 19 de febrer de 2010   | Mount Lemmon         | Mt. Lemmon Survey      |
| 343444 Halluzinelle | 2010 EW20              | 7 de març de 2010      | Taunus               | S. Karge, E. Schwab    |
| 343445              | 2010 EJ29              | 5 de març de 2010      | Kitt Peak            | Spacewatch             |
| 343446              | 2010 EC30              | 5 de març de 2010      | Catalina             | CSS                    |
| 343447              | 2010 EZ31              | 4 de març de 2010      | Kitt Peak            | Spacewatch             |
| 343448              | 2010 EK32              | 8 de març de 2005      | Mount Lemmon         | Mt. Lemmon Survey      |
| 343449              | 2010 ER33              | 4 de març de 2010      | Kitt Peak            | Spacewatch             |
| 343450              | 2010 EY33              | 5 de març de 2010      | Kitt Peak            | Spacewatch             |
| 343451              | 2010 EY34              | 11 d'octubre de 2007   | Mount Lemmon         | Mt. Lemmon Survey      |
| 343452              | 2010 EF35              | 10 de març de 2010     | Purple Mountain      | PMO NEO Survey Program |
| 343453              | 2010 EH39              | 10 de març de 2010     | Purple Mountain      | PMO NEO Survey Program |
| 343454              | 2010 EN39              | 10 de març de 2010     | Purple Mountain      | PMO NEO Survey Program |
| 343455              | 2010 EO39              | 10 de març de 2010     | Purple Mountain      | PMO NEO Survey Program |
| 343456              | 2010 EP39              | 10 de març de 2010     | Purple Mountain      | PMO NEO Survey Program |
| 343457              | 2010 ET39              | 10 de març de 2010     | La Sagra             | La Sagra               |
| 343458              | 2010 EH41              | 5 de març de 2010      | Kitt Peak            | Spacewatch             |
| 343459              | 2010 EJ41              | 5 de març de 2010      | Kitt Peak            | Spacewatch             |
| 343460              | 2010 EB42              | 12 de març de 2010     | Mount Lemmon         | Mt. Lemmon Survey      |
| 343461              | 2010 EG44              | 13 de març de 2010     | Crni Vrh             | Crni Vrh               |
| 343462              | 2010 EB45              | 13 de març de 2010     | Dauban               | F. Kugel               |
| 343463              | 2010 EH45              | 14 de març de 2010     | Dauban               | F. Kugel               |
| 343464              | 2010 EN61              | 14 de març de 2010     | WISE                 | WISE                   |
| 343465              | 2010 EC67              | 12 de març de 2010     | Catalina             | CSS                    |
| 343466              | 2010 EH67              | 26 de desembre de 2005 | Kitt Peak            | Spacewatch             |
| 343467              | 2010 EL67              | 4 d'octubre de 2007    | Catalina             | CSS                    |
| 343468              | 2010 EX68              | 12 de març de 2010     | Catalina             | CSS                    |
| 343469              | 2010 EQ69              | 13 de març de 2010     | Catalina             | CSS                    |
| 343470              | 2010 EW69              | 13 de març de 2010     | Kitt Peak            | Spacewatch             |
| 343471              | 2010 EO70              | 12 de març de 2010     | Kitt Peak            | Spacewatch             |
| 343472              | 2010 ER70              | 10 de març de 1999     | Kitt Peak            | Spacewatch             |
| 343473              | 2010 EF71              | 12 de març de 2010     | Mount Lemmon         | Mt. Lemmon Survey      |
| 343474              | 2010 EN73              | 2 de març de 2005      | Catalina             | CSS                    |
| 343475              | 2010 EQ74              | 3 d'octubre de 2008    | Mount Lemmon         | Mt. Lemmon Survey      |
| 343476              | 2010 EF77              | 12 de març de 2010     | Kitt Peak            | Spacewatch             |
| 343477              | 2010 EM79              | 12 de març de 2010     | Mount Lemmon         | Mt. Lemmon Survey      |
| 343478              | 2010 ES80              | 12 de març de 2010     | Mount Lemmon         | Mt. Lemmon Survey      |
| 343479              | 2010 EQ83              | 12 de març de 2010     | Kitt Peak            | Spacewatch             |
| 343480              | 2010 ER83              | 12 de març de 2010     | Mount Lemmon         | Mt. Lemmon Survey      |
| 343481              | 2010 EH84              | 8 de març de 2005      | Mount Lemmon         | Mt. Lemmon Survey      |
| 343482              | 2010 EX84              | 13 de març de 2010     | Kitt Peak            | Spacewatch             |
| 343483              | 2010 EY84              | 12 de setembre de 2007 | Mount Lemmon         | Mt. Lemmon Survey      |
| 343484              | 2010 EH85              | 8 d'abril de 2006      | Kitt Peak            | Spacewatch             |
| 343485              | 2010 EA86              | 13 de març de 2010     | Kitt Peak            | Spacewatch             |
| 343486              | 2010 EJ87              | 13 de març de 2010     | Kitt Peak            | Spacewatch             |
| 343487              | 2010 EY87              | 14 de març de 2010     | La Sagra             | La Sagra               |
| 343488              | 2010 ET89              | 3 de maig de 2006      | Kitt Peak            | Spacewatch             |
| 343489              | 2010 EA90              | 9 de març de 2005      | Mount Lemmon         | Mt. Lemmon Survey      |
| 343490              | 2010 ET94              | 20 de setembre de 2008 | Kitt Peak            | Spacewatch             |
| 343491              | 2010 EV96              | 8 d'octubre de 1994    | Kitt Peak            | Spacewatch             |
| 343492              | 2010 EC100             | 12 de novembre de 2007 | Mount Lemmon         | Mt. Lemmon Survey      |
| 343493              | 2010 EG100             | 14 de març de 2010     | Kitt Peak            | Spacewatch             |
| 343494              | 2010 EA102             | 4 de setembre de 2007  | Mount Lemmon         | Mt. Lemmon Survey      |
| 343495              | 2010 EH102             | 12 de setembre de 1998 | Kitt Peak            | Spacewatch             |
| 343496              | 2010 EK102             | 15 de març de 2010     | Kitt Peak            | Spacewatch             |
| 343497              | 2010 EB104             | 10 de març de 2005     | Mount Lemmon         | Mt. Lemmon Survey      |
| 343498              | 2010 EH105             | 14 de febrer de 2010   | Kitt Peak            | Spacewatch             |
| 343499              | 2010 EJ105             | 12 de març de 2010     | Kitt Peak            | Spacewatch             |
| 343500              | 2010 EO105             | 12 de març de 2010     | Catalina             | CSS                    |

## 343501-343600
| Nom    | Designació provisional | Data de descobriment   | Lloc de descobriment | Descobridor/s        |
| ------ | ---------------------- | ---------------------- | -------------------- | -------------------- |
| 343501 | 2010 EC106             | 13 de març de 2010     | Catalina             | CSS                  |
| 343502 | 2010 ED106             | 13 de març de 2010     | Catalina             | CSS                  |
| 343503 | 2010 EW107             | 12 de març de 2010     | Kitt Peak            | Spacewatch           |
| 343504 | 2010 EK108             | 13 de març de 2010     | Kitt Peak            | Spacewatch           |
| 343505 | 2010 EN108             | 13 de març de 2010     | Kitt Peak            | Spacewatch           |
| 343506 | 2010 EX109             | 4 de març de 2010      | Kitt Peak            | Spacewatch           |
| 343507 | 2010 EP110             | 12 de març de 2010     | Kitt Peak            | Spacewatch           |
| 343508 | 2010 EX110             | 12 de març de 2010     | Kitt Peak            | Spacewatch           |
| 343509 | 2010 EN111             | 15 de març de 2010     | Kitt Peak            | Spacewatch           |
| 343510 | 2010 EH112             | 12 de març de 2010     | Kitt Peak            | Spacewatch           |
| 343511 | 2010 EV112             | 13 de març de 2010     | Kitt Peak            | Spacewatch           |
| 343512 | 2010 EC113             | 16 d'agost de 2006     | Siding Spring        | Siding Spring Survey |
| 343513 | 2010 EF113             | 14 de març de 2010     | Kitt Peak            | Spacewatch           |
| 343514 | 2010 EH113             | 14 de març de 2010     | Kitt Peak            | Spacewatch           |
| 343515 | 2010 EC123             | 15 de març de 2010     | Kitt Peak            | Spacewatch           |
| 343516 | 2010 ED123             | 15 de març de 2010     | Mount Lemmon         | Mt. Lemmon Survey    |
| 343517 | 2010 EF125             | 12 de març de 2010     | Mount Lemmon         | Mt. Lemmon Survey    |
| 343518 | 2010 EY125             | 1 de febrer de 2001    | Socorro              | LINEAR               |
| 343519 | 2010 EE126             | 13 de març de 2010     | Catalina             | CSS                  |
| 343520 | 2010 ER128             | 11 de setembre de 2007 | Kitt Peak            | Spacewatch           |
| 343521 | 2010 EG130             | 13 de març de 2010     | Kitt Peak            | Spacewatch           |
| 343522 | 2010 EP130             | 13 de març de 2010     | Kitt Peak            | Spacewatch           |
| 343523 | 2010 ET131             | 15 de març de 2010     | Kitt Peak            | Spacewatch           |
| 343524 | 2010 EQ132             | 14 d'agost de 2002     | Kitt Peak            | Spacewatch           |
| 343525 | 2010 EZ132             | 13 de març de 2010     | Kitt Peak            | Spacewatch           |
| 343526 | 2010 EF133             | 13 de març de 2010     | Kitt Peak            | Spacewatch           |
| 343527 | 2010 EX133             | 4 de març de 2010      | Kitt Peak            | Spacewatch           |
| 343528 | 2010 EH134             | 12 de març de 2010     | Kitt Peak            | Spacewatch           |
| 343529 | 2010 EB136             | 14 de març de 2010     | Kitt Peak            | Spacewatch           |
| 343530 | 2010 EB137             | 13 de març de 2010     | Mount Lemmon         | Mt. Lemmon Survey    |
| 343531 | 2010 EM138             | 14 de març de 2010     | Kitt Peak            | Spacewatch           |
| 343532 | 2010 EV138             | 12 de març de 2010     | Catalina             | CSS                  |
| 343533 | 2010 EC139             | 13 de març de 2010     | Kitt Peak            | Spacewatch           |
| 343534 | 2010 EG139             | 13 de març de 2010     | Mount Lemmon         | Mt. Lemmon Survey    |
| 343535 | 2010 EZ139             | 13 de març de 2010     | Kitt Peak            | Spacewatch           |
| 343536 | 2010 ER140             | 10 de març de 2010     | La Sagra             | La Sagra             |
| 343537 | 2010 EP143             | 14 de març de 2010     | Catalina             | CSS                  |
| 343538 | 2010 FG                | 16 de març de 2010     | Dauban               | F. Kugel             |
| 343539 | 2010 FW2               | 6 de novembre de 2008  | Mount Lemmon         | Mt. Lemmon Survey    |
| 343540 | 2010 FZ3               | 16 de març de 2010     | Mount Lemmon         | Mt. Lemmon Survey    |
| 343541 | 2010 FA7               | 18 de març de 2010     | Mayhill              | A. Lowe              |
| 343542 | 2010 FV11              | 16 de març de 2010     | Kitt Peak            | Spacewatch           |
| 343543 | 2010 FR12              | 16 de març de 2010     | Kitt Peak            | Spacewatch           |
| 343544 | 2010 FZ12              | 19 d'octubre de 2007   | Kitt Peak            | Spacewatch           |
| 343545 | 2010 FF14              | 17 de març de 2010     | Kitt Peak            | Spacewatch           |
| 343546 | 2010 FD16              | 18 de març de 2010     | Kitt Peak            | Spacewatch           |
| 343547 | 2010 FQ20              | 26 de març de 2006     | Kitt Peak            | Spacewatch           |
| 343548 | 2010 FM22              | 26 de novembre de 2003 | Kitt Peak            | Spacewatch           |
| 343549 | 2010 FG25              | 19 de març de 2010     | Kitt Peak            | Spacewatch           |
| 343550 | 2010 FR25              | 19 de març de 2010     | Mount Lemmon         | Mt. Lemmon Survey    |
| 343551 | 2010 FU25              | 7 d'abril de 2006      | Kitt Peak            | Spacewatch           |
| 343552 | 2010 FC26              | 29 de febrer de 2004   | Kitt Peak            | Spacewatch           |
| 343553 | 2010 FW29              | 17 de març de 2010     | Kitt Peak            | Spacewatch           |
| 343554 | 2010 FD30              | 17 de març de 2010     | Kitt Peak            | Spacewatch           |
| 343555 | 2010 FM30              | 18 de març de 2010     | Kitt Peak            | Spacewatch           |
| 343556 | 2010 FQ30              | 20 de març de 2010     | Kitt Peak            | Spacewatch           |
| 343557 | 2010 FX47              | 22 de març de 2010     | ESA OGS              | ESA OGS              |
| 343558 | 2010 FN53              | 18 de març de 2010     | Kitt Peak            | Spacewatch           |
| 343559 | 2010 FS53              | 21 d'octubre de 2007   | Mount Lemmon         | Mt. Lemmon Survey    |
| 343560 | 2010 FF54              | 20 de març de 2010     | Kitt Peak            | Spacewatch           |
| 343561 | 2010 FG55              | 21 de març de 2010     | Kitt Peak            | Spacewatch           |
| 343562 | 2010 FW55              | 16 de març de 2010     | Mount Lemmon         | Mt. Lemmon Survey    |
| 343563 | 2010 FL56              | 21 de març de 2010     | Kitt Peak            | Spacewatch           |
| 343564 | 2010 FO56              | 16 de març de 2010     | Kitt Peak            | Spacewatch           |
| 343565 | 2010 FE57              | 16 de març de 2010     | Mount Lemmon         | Mt. Lemmon Survey    |
| 343566 | 2010 FK57              | 4 de novembre de 2004  | Kitt Peak            | Spacewatch           |
| 343567 | 2010 FB83              | 24 de març de 1995     | Kitt Peak            | Spacewatch           |
| 343568 | 2010 FD83              | 23 de març de 2006     | Kitt Peak            | Spacewatch           |
| 343569 | 2010 FU83              | 17 de gener de 2004    | Palomar              | NEAT                 |
| 343570 | 2010 FR84              | 25 de març de 2010     | Mount Lemmon         | Mt. Lemmon Survey    |
| 343571 | 2010 FX84              | 19 de març de 2010     | Mount Lemmon         | Mt. Lemmon Survey    |
| 343572 | 2010 FF85              | 19 de març de 2010     | Mount Lemmon         | Mt. Lemmon Survey    |
| 343573 | 2010 FJ85              | 8 de gener de 2010     | Mount Lemmon         | Mt. Lemmon Survey    |
| 343574 | 2010 FC86              | 26 de març de 2010     | Kitt Peak            | Spacewatch           |
| 343575 | 2010 FW86              | 20 de març de 2010     | Kitt Peak            | Spacewatch           |
| 343576 | 2010 FD87              | 19 de març de 2010     | Catalina             | CSS                  |
| 343577 | 2010 FF88              | 22 de març de 2010     | ESA OGS              | ESA OGS              |
| 343578 | 2010 FH88              | 25 de març de 2010     | Kitt Peak            | Spacewatch           |
| 343579 | 2010 FO88              | 17 de març de 2010     | Kitt Peak            | Spacewatch           |
| 343580 | 2010 FG89              | 18 de març de 2010     | Mount Lemmon         | Mt. Lemmon Survey    |
| 343581 | 2010 FR90              | 21 de març de 2010     | Mount Lemmon         | Mt. Lemmon Survey    |
| 343582 | 2010 FX94              | 21 de març de 2010     | Kitt Peak            | Spacewatch           |
| 343583 | 2010 FY94              | 19 d'octubre de 2003   | Kitt Peak            | Spacewatch           |
| 343584 | 2010 FA95              | 21 de desembre de 2008 | Mount Lemmon         | Mt. Lemmon Survey    |
| 343585 | 2010 FG101             | 25 de març de 2010     | Kitt Peak            | Spacewatch           |
| 343586 | 2010 GM9               | 17 de febrer de 2007   | Kitt Peak            | Spacewatch           |
| 343587 | 2010 GQ23              | 5 d'abril de 2010      | Zelenchukskaya S     | T. V. Kryachko       |
| 343588 | 2010 GE27              | 5 d'abril de 2010      | Kitt Peak            | Spacewatch           |
| 343589 | 2010 GL28              | 6 d'abril de 2010      | Catalina             | CSS                  |
| 343590 | 2010 GG33              | 10 d'abril de 2010     | Catalina             | CSS                  |
| 343591 | 2010 GU62              | 7 d'abril de 2010      | Socorro              | LINEAR               |
| 343592 | 2010 GN66              | 8 d'abril de 2010      | Kitt Peak            | Spacewatch           |
| 343593 | 2010 GY95              | 14 d'abril de 2010     | WISE                 | WISE                 |
| 343594 | 2010 GJ97              | 7 d'abril de 2010      | Kitt Peak            | Spacewatch           |
| 343595 | 2010 GO98              | 11 d'abril de 2010     | Kitt Peak            | Spacewatch           |
| 343596 | 2010 GH101             | 16 de gener de 2009    | Kitt Peak            | Spacewatch           |
| 343597 | 2010 GR101             | 2 de maig de 2005      | Kitt Peak            | Spacewatch           |
| 343598 | 2010 GV103             | 6 d'abril de 2010      | Kitt Peak            | Spacewatch           |
| 343599 | 2010 GD105             | 7 d'abril de 2010      | Mount Lemmon         | Mt. Lemmon Survey    |
| 343600 | 2010 GE109             | 8 d'abril de 2010      | Mount Lemmon         | Mt. Lemmon Survey    |

## 343601-343700
| Nom    | Designació provisional | Data de descobriment   | Lloc de descobriment | Descobridor/s            |
| ------ | ---------------------- | ---------------------- | -------------------- | ------------------------ |
| 343601 | 2010 GN109             | 9 d'abril de 2010      | Kitt Peak            | Spacewatch               |
| 343602 | 2010 GU110             | 9 d'abril de 2010      | Kitt Peak            | Spacewatch               |
| 343603 | 2010 GW111             | 9 d'abril de 2010      | Mount Lemmon         | Mt. Lemmon Survey        |
| 343604 | 2010 GY112             | 19 de desembre de 2003 | Kitt Peak            | Spacewatch               |
| 343605 | 2010 GE113             | 14 de setembre de 2006 | Catalina             | CSS                      |
| 343606 | 2010 GF114             | 10 d'abril de 2010     | Kitt Peak            | Spacewatch               |
| 343607 | 2010 GQ114             | 18 d'octubre de 2001   | Kitt Peak            | Spacewatch               |
| 343608 | 2010 GW114             | 10 d'abril de 2010     | Kitt Peak            | Spacewatch               |
| 343609 | 2010 GB115             | 10 d'abril de 2010     | Kitt Peak            | Spacewatch               |
| 343610 | 2010 GC116             | 10 d'abril de 2010     | Kitt Peak            | Spacewatch               |
| 343611 | 2010 GS121             | 12 d'abril de 2010     | Mount Lemmon         | Mt. Lemmon Survey        |
| 343612 | 2010 GH122             | 26 de setembre de 2006 | Mount Lemmon         | Mt. Lemmon Survey        |
| 343613 | 2010 GX122             | 13 d'abril de 2010     | Vail-Jarnac          | Jarnac                   |
| 343614 | 2010 GD125             | 8 d'abril de 2010      | Kitt Peak            | Spacewatch               |
| 343615 | 2010 GE125             | 8 d'abril de 2010      | Kitt Peak            | Spacewatch               |
| 343616 | 2010 GC127             | 10 d'abril de 2010     | Kitt Peak            | Spacewatch               |
| 343617 | 2010 GT128             | 4 d'abril de 2010      | Catalina             | CSS                      |
| 343618 | 2010 GD138             | 9 de desembre de 2004  | Catalina             | CSS                      |
| 343619 | 2010 GM138             | 6 d'abril de 2010      | Mount Lemmon         | Mt. Lemmon Survey        |
| 343620 | 2010 GY138             | 6 d'abril de 2010      | Kitt Peak            | Spacewatch               |
| 343621 | 2010 GV139             | 7 d'abril de 2010      | Mount Lemmon         | Mt. Lemmon Survey        |
| 343622 | 2010 GF140             | 7 d'abril de 2010      | Mount Lemmon         | Mt. Lemmon Survey        |
| 343623 | 2010 GL156             | 10 de setembre de 2007 | Kitt Peak            | Spacewatch               |
| 343624 | 2010 GN156             | 7 d'abril de 2010      | Mount Lemmon         | Mt. Lemmon Survey        |
| 343625 | 2010 GA157             | 9 d'abril de 2010      | Catalina             | CSS                      |
| 343626 | 2010 GP158             | 14 d'abril de 2010     | Mount Lemmon         | Mt. Lemmon Survey        |
| 343627 | 2010 HY31              | 20 d'abril de 2010     | WISE                 | WISE                     |
| 343628 | 2010 HC41              | 22 d'abril de 2010     | WISE                 | WISE                     |
| 343629 | 2010 HA78              | 20 d'abril de 2010     | Kitt Peak            | Spacewatch               |
| 343630 | 2010 HP99              | 30 d'abril de 2010     | WISE                 | WISE                     |
| 343631 | 2010 HB105             | 18 d'octubre de 2003   | Kitt Peak            | Spacewatch               |
| 343632 | 2010 HR107             | 25 d'abril de 2010     | Mount Lemmon         | Mt. Lemmon Survey        |
| 343633 | 2010 HW107             | 26 d'abril de 2010     | Mount Lemmon         | Mt. Lemmon Survey        |
| 343634 | 2010 HV110             | 29 d'abril de 2008     | Mount Lemmon         | Mt. Lemmon Survey        |
| 343635 | 2010 JC4               | 1 de maig de 2010      | WISE                 | WISE                     |
| 343636 | 2010 JA29              | 2 de maig de 2010      | Kitt Peak            | Spacewatch               |
| 343637 | 2010 JE29              | 2 de maig de 2010      | Kitt Peak            | Spacewatch               |
| 343638 | 2010 JB31              | 5 de maig de 2010      | Nogales              | Tenagra II               |
| 343639 | 2010 JM36              | 20 de gener de 2009    | Mount Lemmon         | Mt. Lemmon Survey        |
| 343640 | 2010 JM38              | 4 de maig de 2010      | Siding Spring        | Siding Spring Survey     |
| 343641 | 2010 JV38              | 21 d'octubre de 2007   | Mount Lemmon         | Mt. Lemmon Survey        |
| 343642 | 2010 JC42              | 7 de maig de 2010      | WISE                 | WISE                     |
| 343643 | 2010 JF49              | 9 de maig de 2010      | Mount Lemmon         | Mt. Lemmon Survey        |
| 343644 | 2010 JX69              | 18 de desembre de 2004 | Mount Lemmon         | Mt. Lemmon Survey        |
| 343645 | 2010 JL72              | 5 de maig de 2010      | Mount Lemmon         | Mt. Lemmon Survey        |
| 343646 | 2010 JN72              | 4 de maig de 2005      | Kitt Peak            | Spacewatch               |
| 343647 | 2010 JP74              | 11 de maig de 2010     | Mount Lemmon         | Mt. Lemmon Survey        |
| 343648 | 2010 JE80              | 20 de setembre de 2006 | Catalina             | CSS                      |
| 343649 | 2010 JD84              | 20 de novembre de 2001 | Socorro              | LINEAR                   |
| 343650 | 2010 JY85              | 10 de maig de 2010     | WISE                 | WISE                     |
| 343651 | 2010 JH115             | 8 de maig de 2010      | Siding Spring        | Siding Spring Survey     |
| 343652 | 2010 JG122             | 5 de setembre de 2000  | Kitt Peak            | Spacewatch               |
| 343653 | 2010 JB123             | 12 de maig de 2010     | Mount Lemmon         | Mt. Lemmon Survey        |
| 343654 | 2010 KA                | 16 de maig de 2010     | Kitt Peak            | Spacewatch               |
| 343655 | 2010 KN36              | 19 de maig de 2010     | Mount Lemmon         | Mt. Lemmon Survey        |
| 343656 | 2010 LR46              | 8 de juny de 2010      | WISE                 | WISE                     |
| 343657 | 2010 LU60              | 5 de juny de 2010      | Kitt Peak            | Spacewatch               |
| 343658 | 2010 LA61              | 11 de juny de 2010     | Mount Lemmon         | Mt. Lemmon Survey        |
| 343659 | 2010 LO65              | 4 de gener de 2003     | Socorro              | LINEAR                   |
| 343660 | 2010 LW113             | 27 de gener de 1993    | Caussols             | E. W. Elst               |
| 343661 | 2010 MU16              | 15 de març de 2004     | Kitt Peak            | Spacewatch               |
| 343662 | 2010 MO56              | 23 de juny de 2010     | WISE                 | WISE                     |
| 343663 | 2010 NL5               | 21 d'octubre de 2001   | Kitt Peak            | Spacewatch               |
| 343664 | 2010 NM16              | 6 de juliol de 2010    | WISE                 | WISE                     |
| 343665 | 2010 NM74              | 15 de juliol de 2010   | WISE                 | WISE                     |
| 343666 | 2010 OD37              | 21 de juliol de 2010   | WISE                 | WISE                     |
| 343667 | 2010 OY49              | 22 de juliol de 2010   | WISE                 | WISE                     |
| 343668 | 2010 OY52              | 22 de juliol de 2010   | WISE                 | WISE                     |
| 343669 | 2010 OP53              | 23 de juliol de 2010   | WISE                 | WISE                     |
| 343670 | 2010 OU57              | 23 de juliol de 2010   | WISE                 | WISE                     |
| 343671 | 2010 OV60              | 23 de juliol de 2010   | WISE                 | WISE                     |
| 343672 | 2010 OP69              | 25 de juliol de 2010   | WISE                 | WISE                     |
| 343673 | 2010 OD74              | 25 de juliol de 2010   | WISE                 | WISE                     |
| 343674 | 2010 OM78              | 25 de juliol de 2010   | WISE                 | WISE                     |
| 343675 | 2010 OU80              | 26 de juliol de 2010   | WISE                 | WISE                     |
| 343676 | 2010 OJ92              | 1 de gener de 2009     | Mount Lemmon         | Mt. Lemmon Survey        |
| 343677 | 2010 RT152             | 22 d'abril de 2009     | Mount Lemmon         | Mt. Lemmon Survey        |
| 343678 | 2010 TC126             | 12 de juliol de 2005   | Mount Lemmon         | Mt. Lemmon Survey        |
| 343679 | 2010 TV144             | 22 d'agost de 2004     | Kitt Peak            | Spacewatch               |
| 343680 | 2010 UD2               | 17 d'octubre de 2010   | Mount Lemmon         | Mt. Lemmon Survey        |
| 343681 | 2010 VN199             | 23 de juny de 2007     | Kitt Peak            | Spacewatch               |
| 343682 | 2010 XW67              | 6 de gener de 2002     | Kitt Peak            | Spacewatch               |
| 343683 | 2011 AW19              | 17 d'octubre de 2001   | Palomar              | NEAT                     |
| 343684 | 2011 BM35              | 28 d'agost de 2005     | Kitt Peak            | Spacewatch               |
| 343685 | 2011 BA47              | 29 de març de 1998     | Socorro              | LINEAR                   |
| 343686 | 2011 BP88              | 5 de juliol de 2003    | Kitt Peak            | Spacewatch               |
| 343687 | 2011 BY143             | 6 d'agost de 2005      | Palomar              | NEAT                     |
| 343688 | 2011 CX18              | 2 de març de 2007      | Palomar              | NEAT                     |
| 343689 | 2011 CT22              | 19 de setembre de 1998 | Apache Point         | Sloan Digital Sky Survey |
| 343690 | 2011 CQ26              | 27 de setembre de 2009 | Mount Lemmon         | Mt. Lemmon Survey        |
| 343691 | 2011 CU43              | 30 de setembre de 2005 | Mount Lemmon         | Mt. Lemmon Survey        |
| 343692 | 2011 CJ109             | 28 d'abril de 2008     | Kitt Peak            | Spacewatch               |
| 343693 | 2011 CF115             | 3 de setembre de 2008  | Kitt Peak            | Spacewatch               |
| 343694 | 2011 DH1               | 21 de febrer de 2007   | Mount Lemmon         | Mt. Lemmon Survey        |
| 343695 | 2011 DB8               | 16 d'abril de 2004     | Kitt Peak            | Spacewatch               |
| 343696 | 2011 DG20              | 22 de febrer de 2004   | Kitt Peak            | Spacewatch               |
| 343697 | 2011 DO21              | 16 de març de 2004     | Palomar              | NEAT                     |
| 343698 | 2011 DP23              | 23 de febrer de 2007   | Mount Lemmon         | Mt. Lemmon Survey        |
| 343699 | 2011 DT24              | 19 de març de 2004     | Palomar              | NEAT                     |
| 343700 | 2011 DB30              | 16 de febrer de 2004   | Kitt Peak            | Spacewatch               |

## 343701-343800
| Nom                | Designació provisional | Data de descobriment   | Lloc de descobriment | Descobridor/s            |
| ------------------ | ---------------------- | ---------------------- | -------------------- | ------------------------ |
| 343701             | 2011 DB42              | 30 de juliol de 2008   | Mount Lemmon         | Mt. Lemmon Survey        |
| 343702             | 2011 DN50              | 13 de març de 2004     | Palomar              | NEAT                     |
| 343703             | 2011 EY3               | 6 de setembre de 2008  | Mount Lemmon         | Mt. Lemmon Survey        |
| 343704             | 2011 ES12              | 13 de desembre de 2010 | Mount Lemmon         | Mt. Lemmon Survey        |
| 343705             | 2011 EZ16              | 13 de gener de 2008    | Catalina             | CSS                      |
| 343706             | 2011 EN17              | 27 d'abril de 2000     | Anderson Mesa        | LONEOS                   |
| 343707             | 2011 ET17              | 13 de setembre de 1980 | Palomar              | S. J. Bus                |
| 343708             | 2011 EV20              | 5 de desembre de 2010  | Mount Lemmon         | Mt. Lemmon Survey        |
| 343709             | 2011 EG25              | 17 de març de 2004     | Kitt Peak            | Spacewatch               |
| 343710             | 2011 EM25              | 4 de novembre de 2005  | Mount Lemmon         | Mt. Lemmon Survey        |
| 343711             | 2011 EN25              | 8 d'agost de 2004      | Palomar              | NEAT                     |
| 343712             | 2011 ES26              | 5 d'octubre de 2002    | Apache Point         | Sloan Digital Sky Survey |
| 343713             | 2011 ED36              | 14 de juny de 2008     | Siding Spring        | Siding Spring Survey     |
| 343714             | 2011 EL37              | 5 d'octubre de 2005    | Catalina             | CSS                      |
| 343715             | 2011 ER39              | 11 d'abril de 2007     | Kitt Peak            | Spacewatch               |
| 343716             | 2011 EW54              | 19 d'abril de 2007     | Mount Lemmon         | Mt. Lemmon Survey        |
| 343717             | 2011 EZ64              | 31 d'agost de 2005     | Palomar              | NEAT                     |
| 343718             | 2011 EP66              | 27 de gener de 2007    | Mount Lemmon         | Mt. Lemmon Survey        |
| 343719             | 2011 ES67              | 9 de febrer de 2007    | Kitt Peak            | Spacewatch               |
| 343720             | 2011 EM68              | 11 d'abril de 1996     | Kitt Peak            | Spacewatch               |
| 343721             | 2011 EW68              | 30 de juny de 2008     | Kitt Peak            | Spacewatch               |
| 343722             | 2011 ED69              | 28 de maig de 2000     | Socorro              | LINEAR                   |
| 343723             | 2011 EY70              | 15 de març de 2004     | Socorro              | LINEAR                   |
| 343724             | 2011 EK71              | 14 d'abril de 2004     | Kitt Peak            | Spacewatch               |
| 343725             | 2011 EN72              | 21 de febrer de 2007   | Kitt Peak            | Spacewatch               |
| 343726             | 2011 EL74              | 24 de novembre de 2009 | Kitt Peak            | Spacewatch               |
| 343727             | 2011 EY77              | 2 de novembre de 1999  | Kitt Peak            | Spacewatch               |
| 343728             | 2011 EK78              | 21 de setembre de 2001 | Kitt Peak            | Spacewatch               |
| 343729             | 2011 EY81              | 8 de setembre de 2004  | Palomar              | NEAT                     |
| 343730             | 2011 FY                | 12 d'abril de 2004     | Kitt Peak            | Spacewatch               |
| 343731             | 2011 FR1               | 16 de febrer de 2004   | Kitt Peak            | Spacewatch               |
| 343732             | 2011 FL2               | 29 d'agost de 2005     | Kitt Peak            | Spacewatch               |
| 343733             | 2011 FV5               | 16 de febrer de 2007   | Catalina             | CSS                      |
| 343734             | 2011 FV7               | 15 de maig de 2001     | Haleakala            | NEAT                     |
| 343735             | 2011 FS8               | 10 de març de 2007     | Kitt Peak            | Spacewatch               |
| 343736             | 2011 FZ8               | 14 de març de 2007     | Mount Lemmon         | Mt. Lemmon Survey        |
| 343737             | 2011 FO9               | 5 d'octubre de 2002    | Apache Point         | Sloan Digital Sky Survey |
| 343738             | 2011 FD12              | 2 de març de 2010      | WISE                 | WISE                     |
| 343739             | 2011 FW12              | 30 d'abril de 2003     | Kitt Peak            | Spacewatch               |
| 343740             | 2011 FE13              | 10 de març de 2007     | Kitt Peak            | Spacewatch               |
| 343741             | 2011 FW14              | 31 de març de 2008     | Mount Lemmon         | Mt. Lemmon Survey        |
| 343742             | 2011 FC15              | 27 de març de 2010     | WISE                 | WISE                     |
| 343743 Kjurkchieva | 2011 FY16              | 5 de setembre de 2008  | Kitt Peak            | Spacewatch               |
| 343744             | 2011 FL21              | 20 d'octubre de 2001   | Socorro              | LINEAR                   |
| 343745             | 2011 FB30              | 7 d'octubre de 2008    | Kitt Peak            | Spacewatch               |
| 343746             | 2011 FK31              | 11 de març de 2007     | Kitt Peak            | Spacewatch               |
| 343747             | 2011 FX34              | 26 de febrer de 2007   | Mount Lemmon         | Mt. Lemmon Survey        |
| 343748             | 2011 FM36              | 7 d'abril de 2003      | Kitt Peak            | Spacewatch               |
| 343749             | 2011 FY47              | 26 d'abril de 2000     | Anderson Mesa        | LONEOS                   |
| 343750             | 2011 FA48              | 9 d'abril de 2002      | Kitt Peak            | Spacewatch               |
| 343751             | 2011 FN48              | 9 de novembre de 1996  | Kitt Peak            | Spacewatch               |
| 343752             | 2011 FQ48              | 8 de març de 2000      | Kitt Peak            | Spacewatch               |
| 343753             | 2011 FT51              | 6 de maig de 2008      | Mount Lemmon         | Mt. Lemmon Survey        |
| 343754             | 2011 FG56              | 12 d'octubre de 2009   | Mount Lemmon         | Mt. Lemmon Survey        |
| 343755             | 2011 FJ56              | 4 d'abril de 2002      | Palomar              | NEAT                     |
| 343756             | 2011 FF60              | 22 de maig de 2007     | Tiki                 | S. F. Hoenig, N. Teamo   |
| 343757             | 2011 FM63              | 25 d'octubre de 2005   | Mount Lemmon         | Mt. Lemmon Survey        |
| 343758             | 2011 FY82              | 12 d'octubre de 2005   | Kitt Peak            | Spacewatch               |
| 343759             | 2011 FE83              | 23 de febrer de 2007   | Kitt Peak            | Spacewatch               |
| 343760             | 2011 FS83              | 15 de març de 2001     | Kitt Peak            | Spacewatch               |
| 343761             | 2011 FT88              | 14 de setembre de 1999 | Kitt Peak            | Spacewatch               |
| 343762             | 2011 FC103             | 11 de juliol de 2004   | Socorro              | LINEAR                   |
| 343763             | 2011 FQ120             | 10 de març de 2007     | Mount Lemmon         | Mt. Lemmon Survey        |
| 343764             | 2011 FO126             | 13 de novembre de 2006 | Kitt Peak            | Spacewatch               |
| 343765             | 2011 FN130             | 19 de novembre de 2009 | Mount Lemmon         | Mt. Lemmon Survey        |
| 343766             | 2011 FZ140             | 31 d'agost de 2005     | Kitt Peak            | Spacewatch               |
| 343767             | 2011 FK141             | 11 de febrer de 2004   | Palomar              | NEAT                     |
| 343768             | 2011 FD142             | 13 de maig de 2007     | XuYi                 | PMO NEO Survey Program   |
| 343769             | 2011 FM145             | 28 de juliol de 2008   | Mount Lemmon         | Mt. Lemmon Survey        |
| 343770             | 2011 FJ148             | 22 de novembre de 2009 | Kitt Peak            | Spacewatch               |
| 343771             | 2011 FY148             | 5 d'octubre de 2005    | Mount Lemmon         | Mt. Lemmon Survey        |
| 343772             | 2011 FV149             | 13 de març de 2004     | Palomar              | NEAT                     |
| 343773             | 2011 FC150             | 16 de setembre de 2009 | Kitt Peak            | Spacewatch               |
| 343774             | 2011 FN150             | 20 d'octubre de 2006   | Kitt Peak            | L. H. Wasserman          |
| 343775             | 2011 FA151             | 9 de gener de 2006     | Mount Lemmon         | Mt. Lemmon Survey        |
| 343776             | 2011 FV154             | 23 d'agost de 2001     | Palomar              | NEAT                     |
| 343777             | 2011 GL                | 12 de març de 2007     | Kitt Peak            | Spacewatch               |
| 343778             | 2011 GK1               | 29 d'agost de 2005     | Palomar              | NEAT                     |
| 343779             | 2011 GF2               | 8 de maig de 2007      | Catalina             | CSS                      |
| 343780             | 2011 GQ3               | 21 de desembre de 2006 | Mount Lemmon         | Mt. Lemmon Survey        |
| 343781             | 2011 GJ13              | 18 de març de 2004     | Socorro              | LINEAR                   |
| 343782             | 2011 GN28              | 28 de gener de 2007    | Kitt Peak            | Spacewatch               |
| 343783             | 2011 GP30              | 18 de novembre de 2006 | Mount Lemmon         | Mt. Lemmon Survey        |
| 343784             | 2011 GZ31              | 8 de maig de 1997      | Kitt Peak            | Spacewatch               |
| 343785             | 2011 GB36              | 26 d'octubre de 2009   | Kitt Peak            | Spacewatch               |
| 343786             | 2011 GL37              | 28 de juliol de 2008   | Siding Spring        | Siding Spring Survey     |
| 343787             | 2011 GU41              | 1 d'agost de 2001      | Palomar              | NEAT                     |
| 343788             | 2011 GT48              | 13 de març de 2007     | Mount Lemmon         | Mt. Lemmon Survey        |
| 343789             | 2011 GU49              | 6 d'octubre de 2008    | Mount Lemmon         | Mt. Lemmon Survey        |
| 343790             | 2011 GH53              | 31 de gener de 2006    | Kitt Peak            | Spacewatch               |
| 343791             | 2011 GR56              | 20 d'octubre de 2008   | Kitt Peak            | Spacewatch               |
| 343792             | 2011 GH57              | 26 de maig de 2007     | Mount Lemmon         | Mt. Lemmon Survey        |
| 343793             | 2011 GR58              | 22 de gener de 2006    | Mount Lemmon         | Mt. Lemmon Survey        |
| 343794             | 2011 GO61              | 5 de març de 2002      | Anderson Mesa        | LONEOS                   |
| 343795             | 2011 GO63              | 14 de març de 2004     | Kitt Peak            | Spacewatch               |
| 343796             | 2011 GA64              | 30 d'agost de 2005     | Kitt Peak            | Spacewatch               |
| 343797             | 2011 GA65              | 15 de juny de 2001     | Haleakala            | NEAT                     |
| 343798             | 2011 GB65              | 10 d'agost de 2004     | Socorro              | LINEAR                   |
| 343799             | 2011 GE65              | 26 de febrer de 2007   | Mount Lemmon         | Mt. Lemmon Survey        |
| 343800             | 2011 GD66              | 9 de setembre de 2001  | Anderson Mesa        | LONEOS                   |

## 343801-343900
| Nom    | Designació provisional | Data de descobriment   | Lloc de descobriment | Descobridor/s            |
| ------ | ---------------------- | ---------------------- | -------------------- | ------------------------ |
| 343801 | 2011 GO66              | 1 de març de 2011      | Mount Lemmon         | Mt. Lemmon Survey        |
| 343802 | 2011 GT70              | 22 de juliol de 2001   | Palomar              | NEAT                     |
| 343803 | 2011 GP71              | 19 d'octubre de 2001   | Palomar              | NEAT                     |
| 343804 | 2011 GA78              | 23 de gener de 2006    | Catalina             | CSS                      |
| 343805 | 2011 GR80              | 29 de març de 2000     | Kitt Peak            | Spacewatch               |
| 343806 | 2011 GQ82              | 21 de setembre de 1995 | Haleakala            | NEAT                     |
| 343807 | 2011 GE83              | 17 de novembre de 1995 | Kitt Peak            | Spacewatch               |
| 343808 | 2011 GJ85              | 12 de març de 2004     | Palomar              | NEAT                     |
| 343809 | 2011 HP1               | 31 de març de 2003     | Anderson Mesa        | LONEOS                   |
| 343810 | 2011 HA3               | 5 de novembre de 2004  | Anderson Mesa        | LONEOS                   |
| 343811 | 2011 HC6               | 5 d'abril de 2000      | Anderson Mesa        | LONEOS                   |
| 343812 | 2011 HU6               | 10 de febrer de 2007   | Mount Lemmon         | Mt. Lemmon Survey        |
| 343813 | 2011 HM7               | 6 d'abril de 2010      | WISE                 | WISE                     |
| 343814 | 2011 HK9               | 4 de setembre de 1999  | Kitt Peak            | Spacewatch               |
| 343815 | 2011 HT10              | 29 de setembre de 2005 | Kitt Peak            | Spacewatch               |
| 343816 | 2011 HO11              | 15 d'agost de 2001     | Haleakala            | NEAT                     |
| 343817 | 2011 HT11              | 16 de març de 2007     | Kitt Peak            | Spacewatch               |
| 343818 | 2011 HZ11              | 17 d'abril de 1998     | Kitt Peak            | Spacewatch               |
| 343819 | 2011 HU12              | 17 de desembre de 2009 | Mount Lemmon         | Mt. Lemmon Survey        |
| 343820 | 2011 HV17              | 1 d'octubre de 2002    | Socorro              | LINEAR                   |
| 343821 | 2011 HF18              | 12 de març de 2007     | Kitt Peak            | Spacewatch               |
| 343822 | 2011 HJ19              | 7 d'abril de 2006      | Mount Lemmon         | Mt. Lemmon Survey        |
| 343823 | 2011 HE20              | 6 de gener de 2010     | Kitt Peak            | Spacewatch               |
| 343824 | 2011 HQ20              | 13 de setembre de 2005 | Kitt Peak            | Spacewatch               |
| 343825 | 2011 HS22              | 18 de novembre de 2003 | Kitt Peak            | Spacewatch               |
| 343826 | 2011 HX23              | 19 d'octubre de 2003   | Kitt Peak            | Spacewatch               |
| 343827 | 2011 HA24              | 11 de setembre de 1991 | Palomar              | H. E. Holt               |
| 343828 | 2011 HC26              | 1 de novembre de 2008  | Mount Lemmon         | Mt. Lemmon Survey        |
| 343829 | 2011 HE26              | 17 de març de 2004     | Kitt Peak            | Spacewatch               |
| 343830 | 2011 HC27              | 15 de febrer de 2010   | Mount Lemmon         | Mt. Lemmon Survey        |
| 343831 | 2011 HD27              | 13 de febrer de 2004   | Kitt Peak            | Spacewatch               |
| 343832 | 2011 HN27              | 12 d'agost de 2006     | Palomar              | NEAT                     |
| 343833 | 2011 HR27              | 6 de novembre de 2005  | Kitt Peak            | Spacewatch               |
| 343834 | 2011 HT27              | 14 de setembre de 2007 | Catalina             | CSS                      |
| 343835 | 2011 HD28              | 7 d'agost de 2008      | Kitt Peak            | Spacewatch               |
| 343836 | 2011 HQ29              | 1 de desembre de 2005  | Mount Lemmon         | Mt. Lemmon Survey        |
| 343837 | 2011 HB30              | 29 de març de 2000     | Kitt Peak            | Spacewatch               |
| 343838 | 2011 HY30              | 1 d'abril de 2005      | Kitt Peak            | Spacewatch               |
| 343839 | 2011 HM31              | 7 de novembre de 2008  | Mount Lemmon         | Mt. Lemmon Survey        |
| 343840 | 2011 HY31              | 15 de desembre de 2004 | Kitt Peak            | Spacewatch               |
| 343841 | 2011 HW32              | 25 de febrer de 2006   | Mount Lemmon         | Mt. Lemmon Survey        |
| 343842 | 2011 HV33              | 31 d'agost de 1995     | La Silla             | C.-I. Lagerkvist         |
| 343843 | 2011 HR34              | 24 de setembre de 2008 | Mount Lemmon         | Mt. Lemmon Survey        |
| 343844 | 2011 HA38              | 10 de juliol de 2007   | Siding Spring        | Siding Spring Survey     |
| 343845 | 2011 HN38              | 21 de febrer de 2007   | Kitt Peak            | Spacewatch               |
| 343846 | 2011 HO38              | 7 de març de 2003      | Kitt Peak            | Spacewatch               |
| 343847 | 2011 HF39              | 25 de desembre de 2005 | Mount Lemmon         | Mt. Lemmon Survey        |
| 343848 | 2011 HT39              | 14 de desembre de 2004 | Socorro              | LINEAR                   |
| 343849 | 2011 HQ41              | 9 d'abril de 2006      | Kitt Peak            | Spacewatch               |
| 343850 | 2011 HP43              | 18 de juliol de 2006   | Siding Spring        | Siding Spring Survey     |
| 343851 | 2011 HA44              | 26 de febrer de 2007   | Mount Lemmon         | Mt. Lemmon Survey        |
| 343852 | 2011 HY44              | 25 d'abril de 2007     | Kitt Peak            | Spacewatch               |
| 343853 | 2011 HP45              | 9 d'abril de 2003      | Kitt Peak            | Spacewatch               |
| 343854 | 2011 HF46              | 6 de novembre de 2005  | Mount Lemmon         | Mt. Lemmon Survey        |
| 343855 | 2011 HZ46              | 4 de juliol de 2003    | Kitt Peak            | Spacewatch               |
| 343856 | 2011 HH49              | 20 d'abril de 2004     | Kitt Peak            | Spacewatch               |
| 343857 | 2011 HA50              | 20 de març de 2002     | Kitt Peak            | Spacewatch               |
| 343858 | 2011 HP52              | 27 d'octubre de 2008   | Mount Lemmon         | Mt. Lemmon Survey        |
| 343859 | 2011 HU52              | 8 d'octubre de 2001    | Palomar              | NEAT                     |
| 343860 | 2011 HP55              | 23 de febrer de 2007   | Kitt Peak            | Spacewatch               |
| 343861 | 2011 HU55              | 24 d'agost de 2008     | Kitt Peak            | Spacewatch               |
| 343862 | 2011 HC60              | 7 d'octubre de 2005    | Catalina             | CSS                      |
| 343863 | 2011 HT60              | 11 de juny de 2004     | Kitt Peak            | Spacewatch               |
| 343864 | 2011 HU60              | 27 de gener de 2007    | Mount Lemmon         | Mt. Lemmon Survey        |
| 343865 | 2011 HO62              | 14 de setembre de 2007 | Catalina             | CSS                      |
| 343866 | 2011 HN64              | 24 d'abril de 2003     | Kitt Peak            | Spacewatch               |
| 343867 | 2011 HH65              | 25 de febrer de 2006   | Kitt Peak            | Spacewatch               |
| 343868 | 2011 HL66              | 20 de maig de 2010     | WISE                 | WISE                     |
| 343869 | 2011 HF69              | 23 de març de 2001     | Anderson Mesa        | LONEOS                   |
| 343870 | 2011 HT71              | 27 de febrer de 2006   | Kitt Peak            | Spacewatch               |
| 343871 | 2011 HW71              | 25 de febrer de 2006   | Kitt Peak            | Spacewatch               |
| 343872 | 2011 HX74              | 26 de gener de 2006    | Kitt Peak            | Spacewatch               |
| 343873 | 2011 HB75              | 15 de juliol de 2007   | La Sagra             | La Sagra                 |
| 343874 | 2011 HO75              | 17 de setembre de 2003 | Kitt Peak            | Spacewatch               |
| 343875 | 2011 HS75              | 26 de setembre de 2005 | Kitt Peak            | Spacewatch               |
| 343876 | 2011 HU76              | 7 d'octubre de 2008    | Mount Lemmon         | Mt. Lemmon Survey        |
| 343877 | 2011 HT77              | 1 d'abril de 2004      | Kitt Peak            | Spacewatch               |
| 343878 | 2011 HX78              | 16 de febrer de 2004   | Socorro              | LINEAR                   |
| 343879 | 2011 HP79              | 3 de setembre de 2000  | Kitt Peak            | Spacewatch               |
| 343880 | 2011 HR80              | 8 de juliol de 2004    | Siding Spring        | Siding Spring Survey     |
| 343881 | 2011 HW82              | 11 de juny de 2004     | Kitt Peak            | Spacewatch               |
| 343882 | 2011 HA83              | 14 d'octubre de 1998   | Kitt Peak            | Spacewatch               |
| 343883 | 2011 HV83              | 13 de febrer de 2007   | Mount Lemmon         | Mt. Lemmon Survey        |
| 343884 | 2011 HQ84              | 2 de setembre de 2008  | Kitt Peak            | Spacewatch               |
| 343885 | 2011 HQ85              | 24 de setembre de 2008 | Kitt Peak            | Spacewatch               |
| 343886 | 2011 HL90              | 4 de maig de 2000      | Apache Point         | Sloan Digital Sky Survey |
| 343887 | 2011 HQ90              | 7 de gener de 2010     | Mount Lemmon         | Mt. Lemmon Survey        |
| 343888 | 2011 HT90              | 6 de febrer de 2007    | Kitt Peak            | Spacewatch               |
| 343889 | 2011 HT93              | 18 de desembre de 2009 | Mount Lemmon         | Mt. Lemmon Survey        |
| 343890 | 2011 HZ94              | 19 de desembre de 2004 | Mount Lemmon         | Mt. Lemmon Survey        |
| 343891 | 2011 HZ96              | 19 d'octubre de 2003   | Apache Point         | Sloan Digital Sky Survey |
| 343892 | 2011 HK97              | 31 de juliol de 2005   | Palomar              | NEAT                     |
| 343893 | 2011 HG100             | 19 de setembre de 2008 | Kitt Peak            | Spacewatch               |
| 343894 | 2011 JH2               | 1 de març de 2011      | Mount Lemmon         | Mt. Lemmon Survey        |
| 343895 | 2011 JC5               | 27 de gener de 2007    | Mount Lemmon         | Mt. Lemmon Survey        |
| 343896 | 2011 JK8               | 6 de maig de 2011      | Mount Lemmon         | Mt. Lemmon Survey        |
| 343897 | 2011 JK9               | 7 de maig de 2006      | Kitt Peak            | Spacewatch               |
| 343898 | 2011 JT11              | 24 de desembre de 2005 | Kitt Peak            | Spacewatch               |
| 343899 | 2011 JW11              | 25 d'octubre de 2008   | Kitt Peak            | Spacewatch               |
| 343900 | 2011 JD12              | 14 d'octubre de 2003   | Anderson Mesa        | LONEOS                   |

## 343901-344000
| Nom    | Designació provisional | Data de descobriment   | Lloc de descobriment | Descobridor/s            |
| ------ | ---------------------- | ---------------------- | -------------------- | ------------------------ |
| 343901 | 2011 JE12              | 29 d'octubre de 2003   | Kitt Peak            | Spacewatch               |
| 343902 | 2011 JF12              | 10 de novembre de 2009 | Kitt Peak            | Spacewatch               |
| 343903 | 2011 JQ13              | 27 de novembre de 2000 | Socorro              | LINEAR                   |
| 343904 | 2011 JO17              | 13 de febrer de 2002   | Apache Point         | Sloan Digital Sky Survey |
| 343905 | 2011 JR17              | 18 de juliol de 2006   | Siding Spring        | Siding Spring Survey     |
| 343906 | 2011 JY24              | 9 de maig de 2007      | Kitt Peak            | Spacewatch               |
| 343907 | 2011 JZ24              | 25 d'agost de 1995     | Kitt Peak            | Spacewatch               |
| 343908 | 2011 JK25              | 1 de maig de 2003      | Kitt Peak            | Spacewatch               |
| 343909 | 2011 JW25              | 24 de juliol de 2003   | Palomar              | NEAT                     |
| 343910 | 2011 JZ25              | 23 de setembre de 2008 | Mount Lemmon         | Mt. Lemmon Survey        |
| 343911 | 2011 JY26              | 11 de maig de 2007     | Mount Lemmon         | Mt. Lemmon Survey        |
| 343912 | 2011 JJ27              | 25 d'octubre de 2005   | Kitt Peak            | Spacewatch               |
| 343913 | 2011 JC28              | 5 d'octubre de 2003    | Kitt Peak            | Spacewatch               |
| 343914 | 2011 JH28              | 6 de febrer de 2002    | Socorro              | LINEAR                   |
| 343915 | 2011 JR28              | 25 de febrer de 2006   | Mount Lemmon         | Mt. Lemmon Survey        |
| 343916 | 2011 JE29              | 22 de maig de 2007     | Tiki                 | S. F. Hoenig, N. Teamo   |
| 343917 | 2011 JF29              | 20 d'octubre de 2008   | Kitt Peak            | Spacewatch               |
| 343918 | 2011 JM29              | 29 d'agost de 2006     | Anderson Mesa        | LONEOS                   |
| 343919 | 2011 JK30              | 27 de gener de 2003    | Palomar              | NEAT                     |
| 343920 | 2011 KU                | 31 de gener de 2006    | Kitt Peak            | Spacewatch               |
| 343921 | 2011 KB1               | 1 de novembre de 2002  | La Palma             | A. Fitzsimmons           |
| 343922 | 2011 KA3               | 24 d'octubre de 2008   | Catalina             | CSS                      |
| 343923 | 2011 KQ3               | 29 d'agost de 2005     | Palomar              | NEAT                     |
| 343924 | 2011 KW4               | 13 de setembre de 2007 | Mount Lemmon         | Mt. Lemmon Survey        |
| 343925 | 2011 KM6               | 14 de març de 2007     | Mount Lemmon         | Mt. Lemmon Survey        |
| 343926 | 2011 KR7               | 11 de març de 2005     | Kitt Peak            | Spacewatch               |
| 343927 | 2011 KO9               | 19 de març de 1993     | La Silla             | UESAC                    |
| 343928 | 2011 KY9               | 9 de desembre de 2004  | Kitt Peak            | Spacewatch               |
| 343929 | 2011 KW10              | 2 de gener de 2009     | Mount Lemmon         | Mt. Lemmon Survey        |
| 343930 | 2011 KU11              | 21 d'octubre de 2001   | Kitt Peak            | Spacewatch               |
| 343931 | 2011 KG12              | 9 d'octubre de 2008    | Kitt Peak            | Spacewatch               |
| 343932 | 2011 KV12              | 4 de maig de 2000      | Apache Point         | Sloan Digital Sky Survey |
| 343933 | 2011 KE14              | 3 de juliol de 2003    | Kitt Peak            | Spacewatch               |
| 343934 | 2011 KK16              | 6 de novembre de 2005  | Kitt Peak            | Spacewatch               |
| 343935 | 2011 KW16              | 30 d'abril de 2000     | Haleakala            | NEAT                     |
| 343936 | 2011 KB18              | 25 de novembre de 2005 | Kitt Peak            | Spacewatch               |
| 343937 | 2011 KS18              | 24 de setembre de 2005 | Anderson Mesa        | LONEOS                   |
| 343938 | 2011 KY18              | 5 de gener de 2006     | Catalina             | CSS                      |
| 343939 | 2011 KC19              | 15 d'abril de 2007     | Kitt Peak            | Spacewatch               |
| 343940 | 2011 KC22              | 27 d'octubre de 2008   | Kitt Peak            | Spacewatch               |
| 343941 | 2011 KZ22              | 20 de març de 2004     | Socorro              | LINEAR                   |
| 343942 | 2011 KG23              | 25 de desembre de 2005 | Mount Lemmon         | Mt. Lemmon Survey        |
| 343943 | 2011 KQ23              | 11 d'abril de 2007     | Siding Spring        | Siding Spring Survey     |
| 343944 | 2011 KX23              | 9 de febrer de 2010    | Mount Lemmon         | Mt. Lemmon Survey        |
| 343945 | 2011 KG25              | 10 de setembre de 2007 | Kitt Peak            | Spacewatch               |
| 343946 | 2011 KR25              | 13 d'abril de 2004     | Kitt Peak            | Spacewatch               |
| 343947 | 2011 KX25              | 25 d'octubre de 2008   | Socorro              | LINEAR                   |
| 343948 | 2011 KW26              | 18 d'abril de 2005     | Kitt Peak            | Spacewatch               |
| 343949 | 2011 KT27              | 6 de maig de 2010      | WISE                 | WISE                     |
| 343950 | 2011 KM28              | 9 de novembre de 2009  | Kitt Peak            | Spacewatch               |
| 343951 | 2011 KX28              | 22 d'octubre de 2003   | Apache Point         | Sloan Digital Sky Survey |
| 343952 | 2011 KM30              | 28 de setembre de 2003 | Kitt Peak            | Spacewatch               |
| 343953 | 2011 KO30              | 13 d'agost de 2004     | Palomar              | NEAT                     |
| 343954 | 2011 KW30              | 10 de setembre de 2007 | Kitt Peak            | Spacewatch               |
| 343955 | 2011 KJ32              | 10 de desembre de 2004 | Kitt Peak            | Spacewatch               |
| 343956 | 2011 KD33              | 10 d'octubre de 2007   | Catalina             | CSS                      |
| 343957 | 2011 KQ33              | 12 d'abril de 2002     | Palomar              | NEAT                     |
| 343958 | 2011 KS33              | 3 d'octubre de 2003    | Kitt Peak            | Spacewatch               |
| 343959 | 2011 KY33              | 5 d'agost de 2003      | Kitt Peak            | Spacewatch               |
| 343960 | 2011 KN37              | 4 de novembre de 1999  | Kitt Peak            | Spacewatch               |
| 343961 | 2011 KL39              | 25 de febrer de 2006   | Mount Lemmon         | Mt. Lemmon Survey        |
| 343962 | 2011 KF43              | 23 de març de 2006     | Kitt Peak            | Spacewatch               |
| 343963 | 2011 KO43              | 7 de novembre de 2008  | Mount Lemmon         | Mt. Lemmon Survey        |
| 343964 | 2011 KA45              | 22 de setembre de 2008 | Kitt Peak            | Spacewatch               |
| 343965 | 2011 KK48              | 29 de setembre de 2005 | Mount Lemmon         | Mt. Lemmon Survey        |
| 343966 | 2011 LR                | 23 d'abril de 1998     | Socorro              | LINEAR                   |
| 343967 | 2011 LK1               | 16 de setembre de 2003 | Kitt Peak            | Spacewatch               |
| 343968 | 2011 LC11              | 11 de setembre de 2006 | Catalina             | CSS                      |
| 343969 | 2011 LZ11              | 27 de febrer de 2006   | Kitt Peak            | Spacewatch               |
| 343970 | 2011 LK12              | 29 de setembre de 2003 | Kitt Peak            | Spacewatch               |
| 343971 | 2011 LU13              | 22 d'octubre de 2003   | Palomar              | NEAT                     |
| 343972 | 2011 LL14              | 7 d'abril de 2005      | Kitt Peak            | Spacewatch               |
| 343973 | 2011 LA15              | 13 de març de 2007     | Mount Lemmon         | Mt. Lemmon Survey        |
| 343974 | 2011 LU15              | 8 de novembre de 2008  | Kitt Peak            | Spacewatch               |
| 343975 | 2011 LC20              | 2 de maig de 2010      | WISE                 | WISE                     |
| 343976 | 2011 LC21              | 30 de gener de 2006    | Kitt Peak            | Spacewatch               |
| 343977 | 2011 LG21              | 22 de desembre de 2003 | Kitt Peak            | Spacewatch               |
| 343978 | 2011 LK25              | 3 d'octubre de 1999    | Kitt Peak            | Spacewatch               |
| 343979 | 2011 LX26              | 16 d'agost de 2006     | Palomar              | NEAT                     |
| 343980 | 2011 LZ26              | 7 de gener de 2006     | Kitt Peak            | Spacewatch               |
| 343981 | 2011 LA27              | 7 de març de 2010      | Taunus               | S. Karge, E. Schwab      |
| 343982 | 2011 MA3               | 7 de novembre de 2008  | Mount Lemmon         | Mt. Lemmon Survey        |
| 343983 | 2011 MO3               | 12 de març de 2010     | Kitt Peak            | Spacewatch               |
| 343984 | 2011 MS5               | 31 de desembre de 2008 | Kitt Peak            | Spacewatch               |
| 343985 | 2011 OX                | 26 de setembre de 2008 | Kitt Peak            | Spacewatch               |
| 343986 | 2011 OZ8               | 18 de novembre de 2007 | Kitt Peak            | Spacewatch               |
| 343987 | 2011 OK12              | 16 de setembre de 2006 | Catalina             | CSS                      |
| 343988 | 2011 OJ18              | 18 de març de 2010     | Siding Spring        | Siding Spring Survey     |
| 343989 | 2011 OR24              | 19 d'octubre de 2006   | Catalina             | CSS                      |
| 343990 | 2011 OG38              | 25 d'agost de 2004     | Kitt Peak            | Spacewatch               |
| 343991 | 2011 OZ38              | 13 d'agost de 2006     | Palomar              | NEAT                     |
| 343992 | 2011 OP53              | 16 de setembre de 2006 | Catalina             | CSS                      |
| 343993 | 2011 PW8               | 22 d'abril de 2010     | WISE                 | WISE                     |
| 343994 | 2011 PT14              | 24 de setembre de 2000 | Socorro              | LINEAR                   |
| 343995 | 2011 QG3               | 30 de març de 2008     | Kitt Peak            | Spacewatch               |
| 343996 | 2011 QK3               | 2 de juliol de 2011    | Kitt Peak            | Spacewatch               |
| 343997 | 2011 QA6               | 7 de novembre de 2007  | Kitt Peak            | Spacewatch               |
| 343998 | 2011 QU8               | 19 de novembre de 2001 | Socorro              | LINEAR                   |
| 343999 | 2011 QJ9               | 2 de març de 2006      | Kitt Peak            | Spacewatch               |
| 344000 | 2011 QQ45              | 7 d'octubre de 2004    | Kitt Peak            | Spacewatch               |